# Geschichte der Stadt Kassel

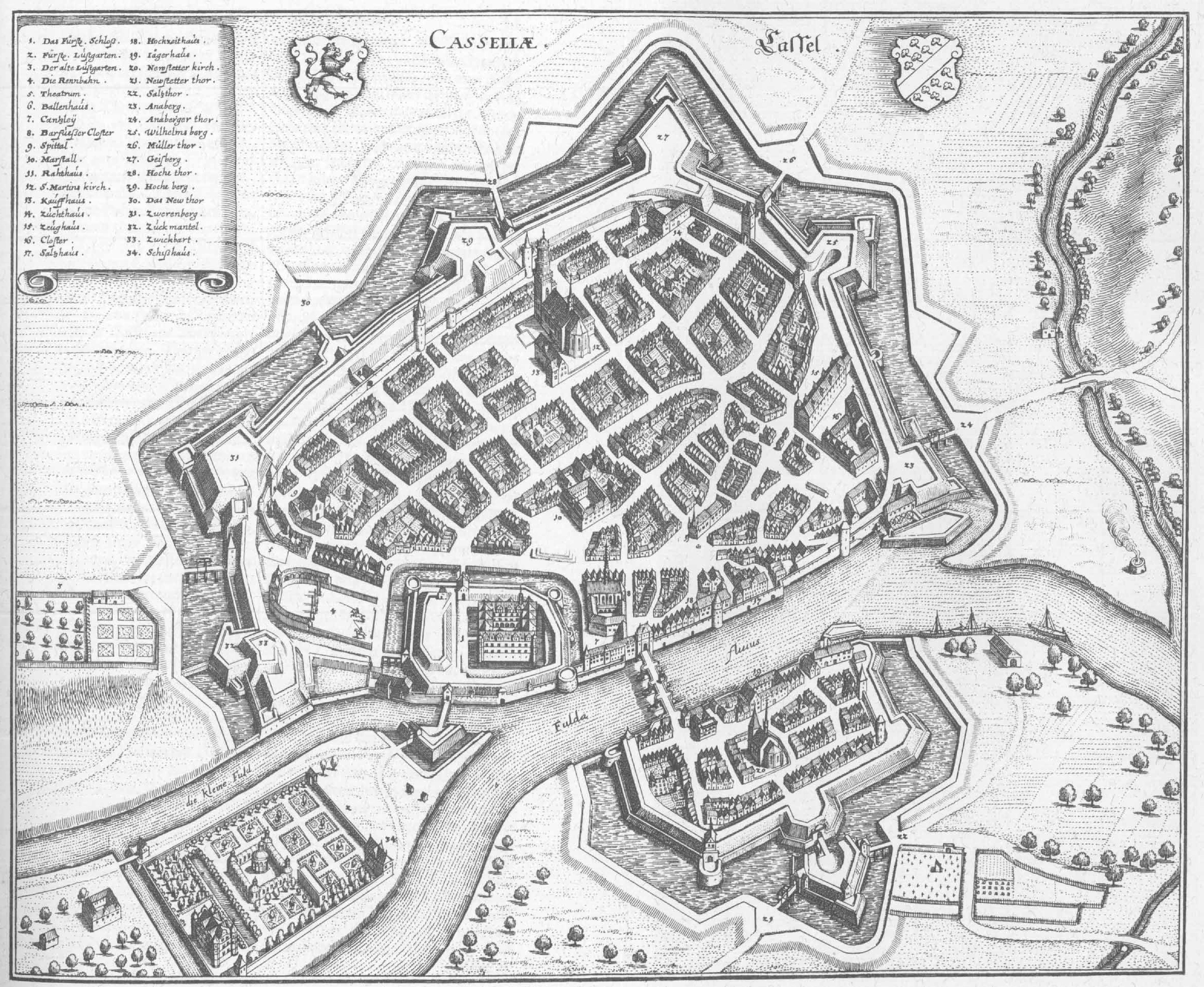
Stadtplan Kassels von Matthäus Merian, 1648

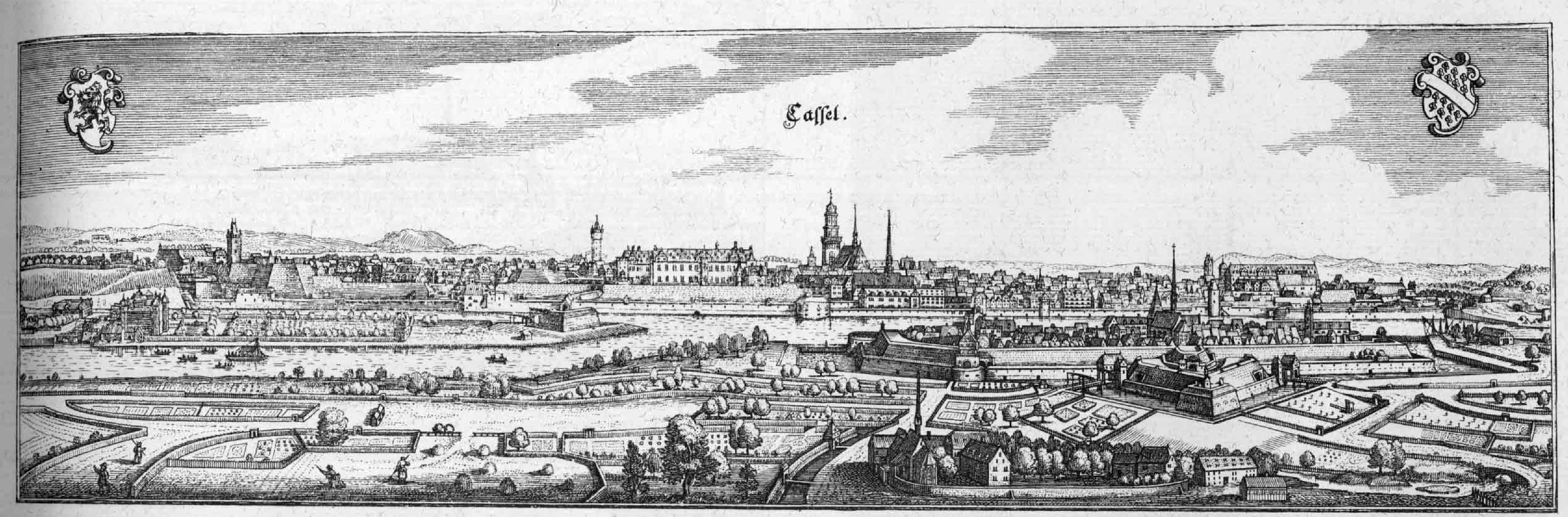
Kassel – Auszug aus der Topographia Hassiae von Matthäus Merian 1655

Die Geschichte der Stadt Kassel umfasst die Entwicklungen auf dem heutigen Gebiet der Stadt Kassel von der ersten Besiedlung bis zur Gegenwart.

## Erste Besiedlung und Stadtgründung
Bei Ausgrabungen im Bereich des Altmarkts stieß man 2007 auf Reste einer neusteinzeitlichen Siedlung, die während der Bauvorarbeiten für das Ende 2008 fertiggestellte Finanzzentrum archäologisch gesichert wurden.
Die erste Erwähnung des Königshofes Kassel (damals unter dem Namen Chassalla bzw. Chassella) findet sich auf zwei Urkunden des deutschen Königs Konrad I., ausgestellt in Kassel am 18. Februar 913. Damals bestand an der Stelle des späteren Stadtschlosses ein Königshof, der beginnend um 1143 allmählich zur Residenz des ludowingischen Grafen Heinrich Raspe II. von Hessen (bzw. Gudensberg) ausgebaut wurde. 
Zwischen 1140 und 1148 gründeten Heinrich Raspe und seine Mutter Hedwig von Gudensberg das Prämonstratenserinnenstift auf dem Ahnaberg am Nordrand der damaligen Siedlung, das Kloster Ahnaberg. Hof, Kloster und Siedlung wurden schon bald ummauert, und bereits vor 1189 erlangte Kassel das Stadtrecht. Zwar ging die zugehörige Handfeste verloren, doch wurden die darin verbrieften Rechte der Ratsbeamten und Bürger Kassels 1239 von Landgraf Hermann dem Jüngeren von Thüringen bestätigt.

## Mittelalter

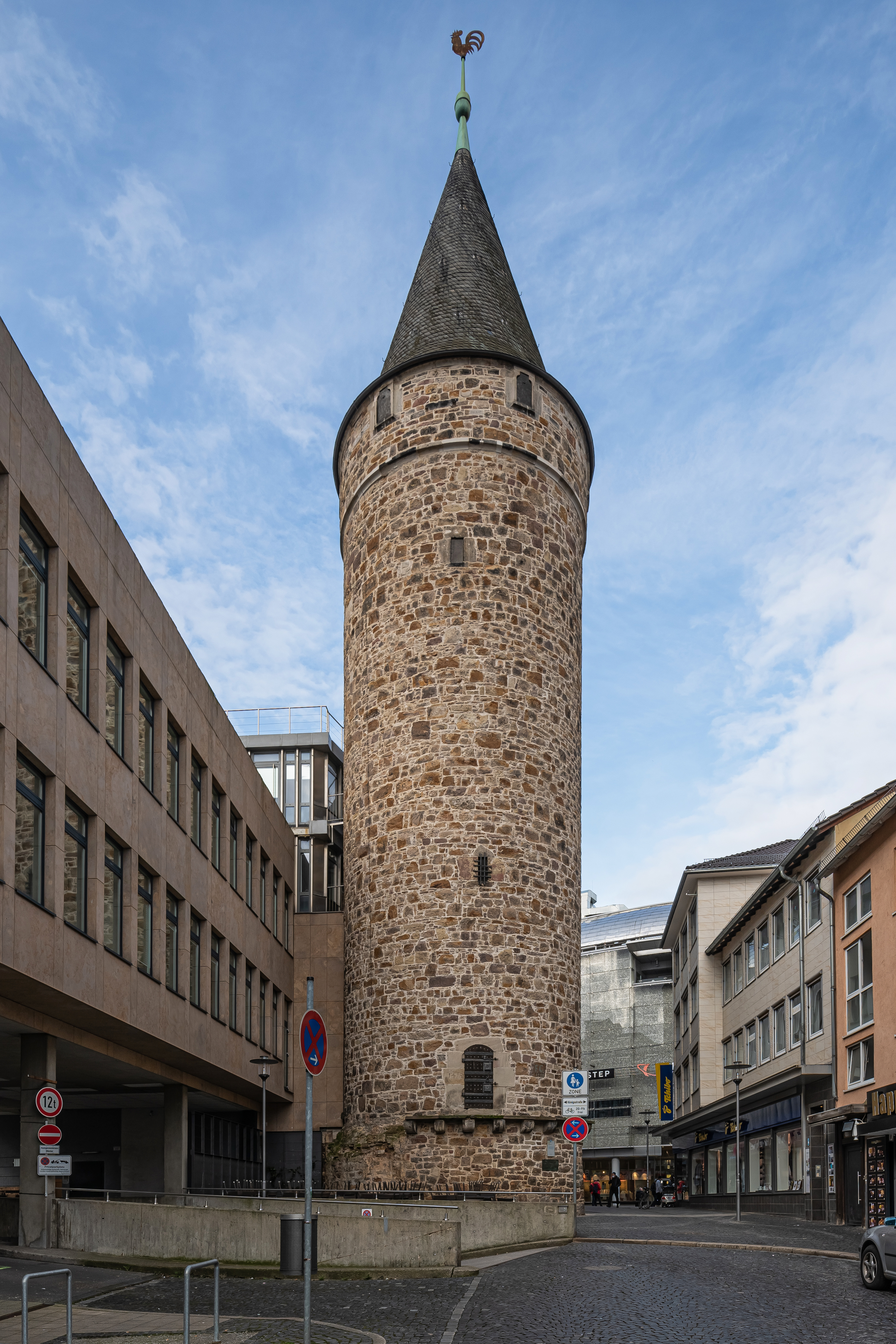
Der 1415 errichtete Druselturm

Nach der endgültigen Loslösung Hessens von Thüringen baute der neue Landgraf Heinrich I. von Hessen im Jahre 1277 Kassel als Residenz und Hauptstadt der Landgrafschaft Hessen weiter aus. Er gründete die (Unter-)Neustadt und berief 1292 die Karmeliter nach Kassel. Dieser Bettelorden erbaute die Brüderkirche, das älteste heute noch erhaltene Bauwerk der Stadt. Im Jahre 1297 gründete Mechthild von Kleve, die Gemahlin Heinrichs I., das Elisabethhospital, eines der ersten Siechenhäuser Kassels.
Mit der wachsenden Bedeutung Kassels stieg auch die Einwohnerzahl, und um 1330 erweiterte Landgraf Heinrich II. die Stadt um die sogenannte Freiheit. Bald danach wurde in ihrem Zentrum der Grundstein für die Martinskirche gelegt (um 1366/67 mit einem Chorherrenstift). Sie war ein Zeichen der Emanzipation vom Bistum Mainz und entwickelte sich später zum religiösen Zentrum Hessens. Die Einweihung fand nach über 100-jähriger Bauzeit 1462 statt.
Die drei bis dahin selbstständigen Städte Altstadt, Neustadt und Freiheit wurden 1378 zu einem einzigen Gemeinwesen vereinigt.
1385 wurde Kassel von den Truppen Balthasar von Thüringens erstmals belagert. Die Belagerung war jedoch nicht erfolgreich, auch aufgrund fehlender Nahrungsmittelversorgung der Armee. Weitere erfolglose Belagerungen folgten in den drei Folgejahren.
Am Anfang des 15. Jahrhunderts wurden unter den Landgrafen Hermann II. und Ludwig I. mehrere Gebäude errichtet, die das Stadtbild lange prägten, beispielsweise 1408 das Rathaus und 1415 der Druselturm, der ursprünglich Teil der Stadtbefestigung war und einer der wenigen bis heute erhaltenen mittelalterlichen Gebäude der Stadt ist.
Nach dem Tod Landgraf Ludwig I. 1458 wurde Hessen aufgrund von Erbstreitigkeiten geteilt. Sein ältester Sohn Ludwig erhielt Niederhessen mit Kassel, sein zweiter Sohn Heinrich Oberhessen mit Marburg. Auch daran sieht man, dass die Bedeutung von Kassel innerhalb der Landgrafschaft Hessen zunahm. Landgraf Ludwig II. ließ den Königshof abreißen und an dieser Stelle 1466 ein neues Schloss errichten, in dem er nun residierte.
Historisch wurde Kassel auch bei seinem lateinischen Namen genannt: Castellum.

## Zeit der Reformation

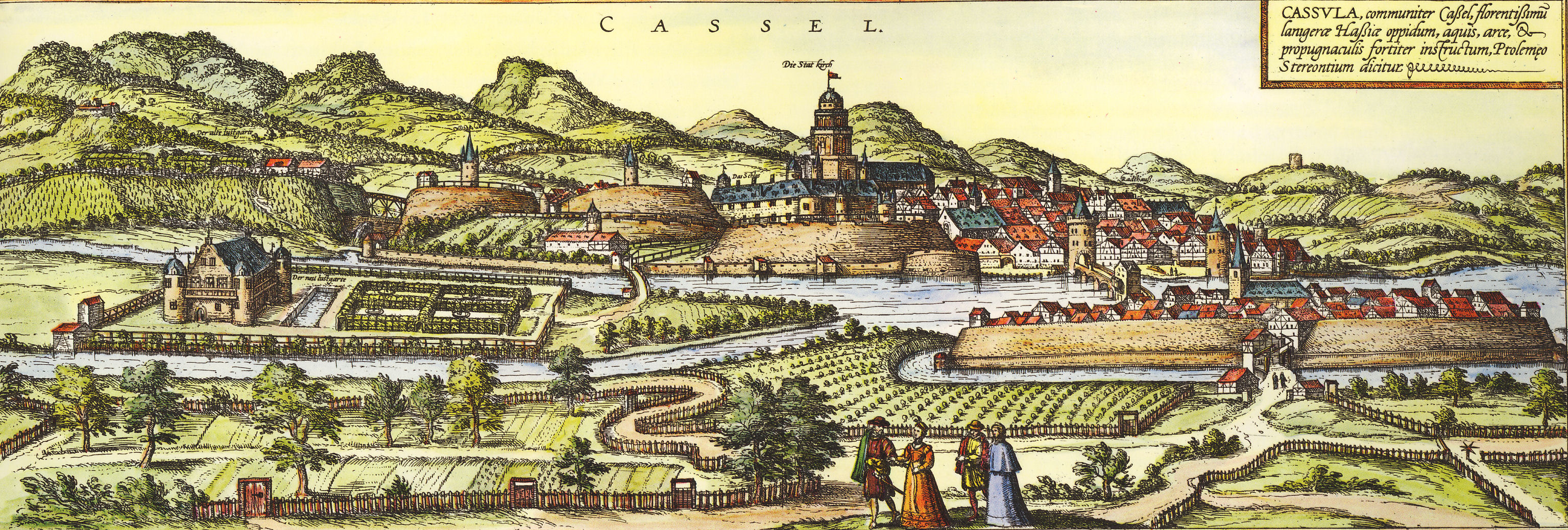
Stich der Ansicht Kassels von Osten von Georg Braun und Franz Hogenberg (zwischen 1572 und 1618)

Die Reformation führte 1527 zu Veränderungen durch Aufhebung der Klöster und Stifter. Landgraf Philipp der Großmütige war einer der wichtigsten Förderer der Reformation in Deutschland. So trat er beispielsweise auf dem zweiten Reichstag zu Speyer als Sprecher der Protestanten auf. Philipp ließ Kassel zu einer der wichtigsten Festungen des Schmalkaldischen Bundes ausbauen; nach der Niederlage des Bundes 1547 gegen den Kaiser wurde die Stadt besetzt, die Befestigung teilweise geschleift. Philipp wurde von kaiserlichen Truppen gefangen genommen. Nach seiner Rückkehr 1552 begann die Wiederherstellung der Festungsanlagen und 1557 ein umfangreicher Um- und Neubau des alten Landgrafenschlosses (unter der Aufsicht des Erbprinzen Wilhelm). Eine Besonderheit stellte das Alabastergemach dar: Von den niederländischen Hofbildhauern in Kassel, Elias Godefroy und Adam Liquier Beaumont, geschaffen, mit vier großen Reliefs (heute im Hessischen Landesmuseum Kassel); sogar Fußboden, Türflügel, Bänke, Tisch und Saaldecke sind aus Alabaster gefertigt.

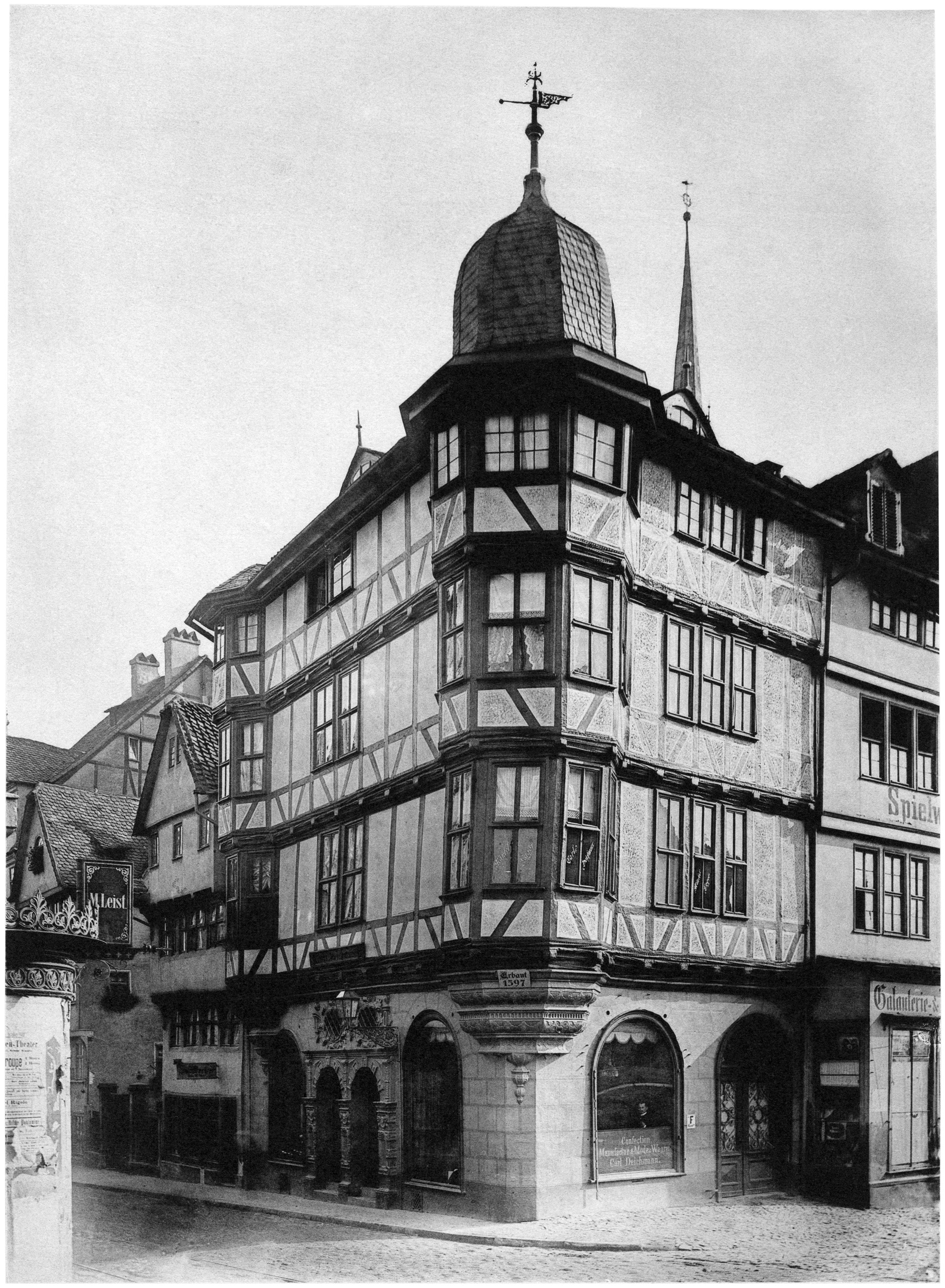
Die Kasseler Altstadt vor deren Zerstörung im Zweiten Weltkrieg, hier das Deichmannhaus am Marställer Platz

1567 wurde nach dem Tod Philipps von Hessen im sogenannten Vierbrüdervergleich aus der Hälfte des hessischen Territoriums die Landgrafschaft Hessen-Kassel errichtet, weiterhin entstanden die Landgrafschaften Hessen-Marburg, Hessen-Rheinfels und Hessen-Darmstadt. Nach dem Erlöschen zweier Linien bestanden ab 1604 noch Hessen-Kassel und Hessen-Darmstadt mit den gleichnamigen Haupt- und Residenzstädten. Diese Teilung trug zur Schwächung des in der Reformationszeit bedeutend gewordenen Mittelstaats Hessen bei.
Unter Landgraf Wilhelm IV., der in Hessen-Kassel 1567 bis 1592 regierte, entstanden zahlreiche Großbauten: das Kanzleigebäude am neuen Renthof, der Marstall und das Zeughaus, welches sowohl als Waffendepot als auch als Getreidespeicher für Notzeiten diente. Der unter Landgraf Philipp begonnene Um- und Neubau des Landgrafenschlosses wurde zu Ende geführt. In der Martinskirche entstand ein zwölf Meter hohes Grabmal für Landgraf Philipp und seine Frau, Christina von Sachsen, aus schwarzem Marmor und Alabaster, welches zu den bedeutendsten Bildhauerarbeiten der Zeit in Deutschland gehörte.
Wilhelm betrieb schon als Erbprinz im Schloss eine Sternwarte, die als erste fest eingerichtete im neuzeitlichen Europa gilt; er war selbst bedeutender Astronom, und in Kassel wurde erstmals bei der Vermessung der Sterne die Kategorie des Raumes durch die der Zeit ersetzt, die Uhr zum wichtigen astronomischen Instrument. Der Hofuhrmachermeister Jost Bürgi entwickelte für die Berechnungen der Sternwarte erstmals Logarithmen (noch vor dem Schotten Neper, aber erst nach ihm auf Drängen Keplers veröffentlicht). Im neu angelegten Lustgarten des Landgrafen in der Fuldaaue wurden auf Anregung des Botanikers Charles de l’Écluse u. a. exotische Pflanzen angebaut. Darunter befanden sich auch Kartoffeln. Kochrezepte entstanden in der Folge, beispielsweise für Bratkartoffeln, die auch an andere Höfe verschickt wurden.

## Vom Barock zum Klassizismus
Der Nachfolger Wilhelms, Landgraf Moritz der Gelehrte, förderte Kunst und Wissenschaft. 1595 gründete er im umgebauten Renthof eine Hof- und Ritterakademie und errichtete das Ottoneum 1606 als erstes feststehendes Theatergebäude der Neuzeit in Deutschland. Ebenfalls entdeckte und förderte er Heinrich Schütz, der allerdings nach seiner Ausbildung 1615 als Hofkapellmeister nach Dresden ging. Ab 1633 durfte sich Kassel für 20 Jahre Universitätsstadt nennen, bevor die hessische Landesuniversität aus dem Renthof in das wiedergewonnene Marburg zurückverlegt wurde.
In dieser Zeit entstanden die meisten der prächtigen Fachwerk- und Renaissance-Giebelhäuser wie Brüderstraße 23 (Linkersches Haus) oder auch die Drei Erker Gruppe am Altmarkt, die alle 1943 zerstört wurden.
Im Dreißigjährigen Krieg konnte Kassel trotz mehrerer Versuche nicht von feindlichen Truppen eingenommen werden. Landgraf Wilhelm V. schmiedete ein Bündnis mit Schweden, Soldaten von Hessen-Kassel traten aktiv ins Kriegsgeschehen ein. Der Krieg führte zu Hungersnöten in der Stadt, auch die Pest breitete sich aus. Die Bevölkerung war bei Kriegsende auf weniger als die Hälfte des Vorkriegszustandes dezimiert worden.

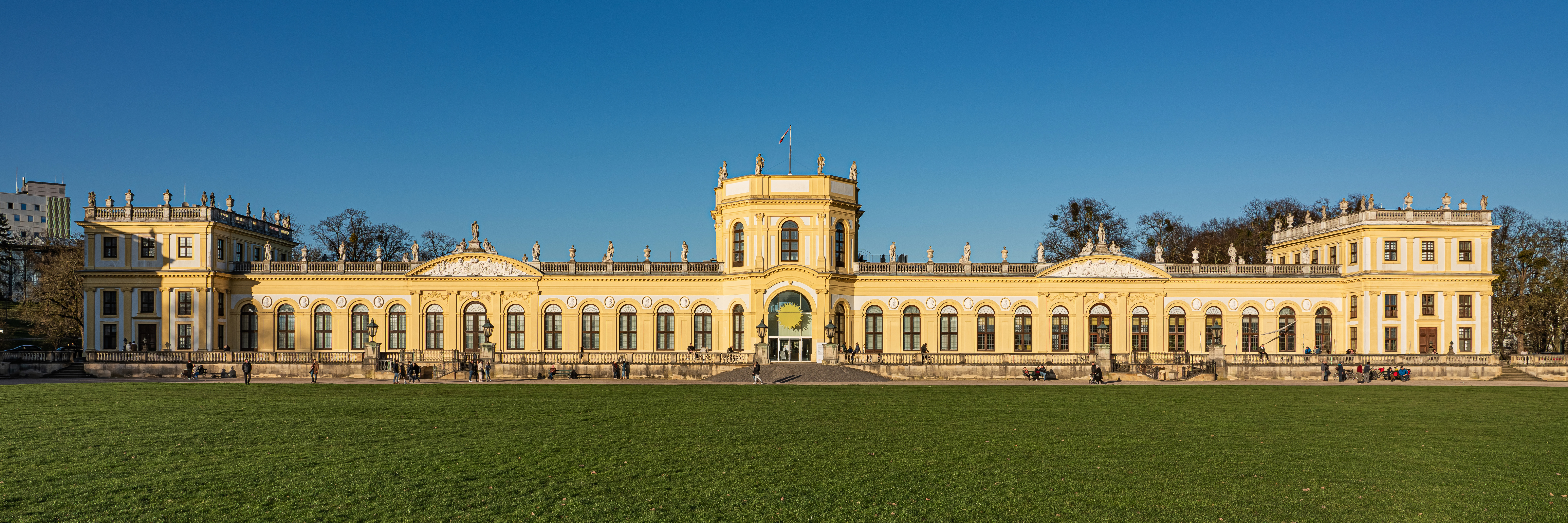
Die barocke Orangerie in der Karlsaue

Unter Landgraf Karl wurden ab 1685 in Kassel etwa 1700 Hugenotten aufgenommen, die vor allem aus Frankreich, aber auch aus der Kurpfalz kamen. Für sie wurde die Oberneustadt um die 1698 fertiggestellte Karlskirche errichtet.
Anfang des 18. Jahrhunderts begannen auf dem damaligen Karlsberg (heute: Wilhelmshöhe) erste Arbeiten an den Wasserkünsten; 1717 wurde hier das Herkules-Monument vollendet, das Wahrzeichen Kassels. Die Anlage entstand nach Entwürfen von Giovanni Francesco Guerniero, allerdings wurde nur das obere Drittel vollendet. Die Herkulesfigur wurde im Kasseler Messinghof vom Augsburger Kupferschmied Antoni hergestellt. Im Bergpark Wilhelmshöhe fanden auf den Kaskaden am Herkules am 3. Juni 1714, dem ersten Sonntag des Monats, erstmals die Wasserspiele statt. Das Gegenstück zu dem Bergpark nach italienischem Vorbild bildete die Karlsaue als französisch-niederländischer Garten in der Fuldaniederung, mit dem Orangerieschloss als Zentrum (1701–1710 von Johann Conrad Giesler). Als besondere Sehenswürdigkeit wurde in den 1720er-Jahren dort das Marmorbad eingerichtet: ganz mit verschiedenfarbigem Marmor ausgekleidet, als prunkvoller Rahmen für Statuen und Reliefs des Bildhauers Pierre-Étienne Monnot.
1709 wurde das Collegium Carolinum als eine Art technische Hochschule dem Kunsthaus (ehemaliges Ottoneum) angegliedert. Hier lehrten bis zur Schließung durch Wilhelm IX. bedeutende Gelehrte wie der Weltreisende Georg Forster, der Anatom Samuel Thomas Soemmering und der Historiker Johannes von Müller (Autor eines Geschichtswerks der Schweizer Eidgenossenschaft, Begründer der modernen Geschichtswissenschaft). Karl betrieb insbesondere eine umfangreiche technische Forschung. Der Franzose Denis Papin führte Versuche mit Dampf durch und entwickelte das Prinzip des Dampfkochtopfs. Im Jahre 1721 wurde das Karlshospital als Besserungsanstalt fertiggestellt.
Landgraf Karl starb 1730. In seinen 53 Regierungsjahren hat er Kassel durch die von ihm beauftragten Bauten, seine Politik und Förderung der Wissenschaft und Kunst geprägt wie keiner seiner Vorgänger. Kassel war eine prosperierende Stadt mit etwa 19.000 Einwohnern (zum Vergleich: Frankfurt hatte etwa 25.000 Einwohner zu diesem Zeitpunkt).
Nach dem Tode Karls übernahm Prinz Wilhelm die Statthalterschaft für seinen Bruder Landgraf Friedrich I., der zugleich König von Schweden war. Wilhelm ließ in einem Palais an der Frankfurter Straße seine reiche Gemäldesammlung unterbringen, die er in den Niederlanden erworben hatte; sie stellt mit zahlreichen Bildern von Rembrandt, Rubens und anderen niederländischen Meistern heute noch den Kernbestand der staatlichen Gemäldegalerie dar. Als Erweiterungsbau des Palais ließ er um 1749 durch den Hofarchitekten der Wittelsbacher, François de Cuvilliés der Ältere, einen Galeriesaal errichten; außerdem entstand nach den Plänen des Architekten in der Nähe Kassels das Schloss Wilhelmsthal.
Im Juli 1757 wurde Kassel von französischen Truppen besetzt. Der Großteil der landgräflichen Truppen waren als Söldner für England im Einsatz, daher geschah die Besetzung kampflos. Es war das erste Mal in der Geschichte, dass Kassel besetzt wurde. Der Abzug der französischen Truppen geschah bereits im Frühjahr 1758 vor dem Hintergrund der heranrückenden Truppen Preußens. Im Juli desselben Jahres wurde dann Kassel erneut von französischen Truppen besetzt. Die wechselseitige Besatzung und Befreiung ging bis zum Ende des Siebenjährigen Krieges weiter.

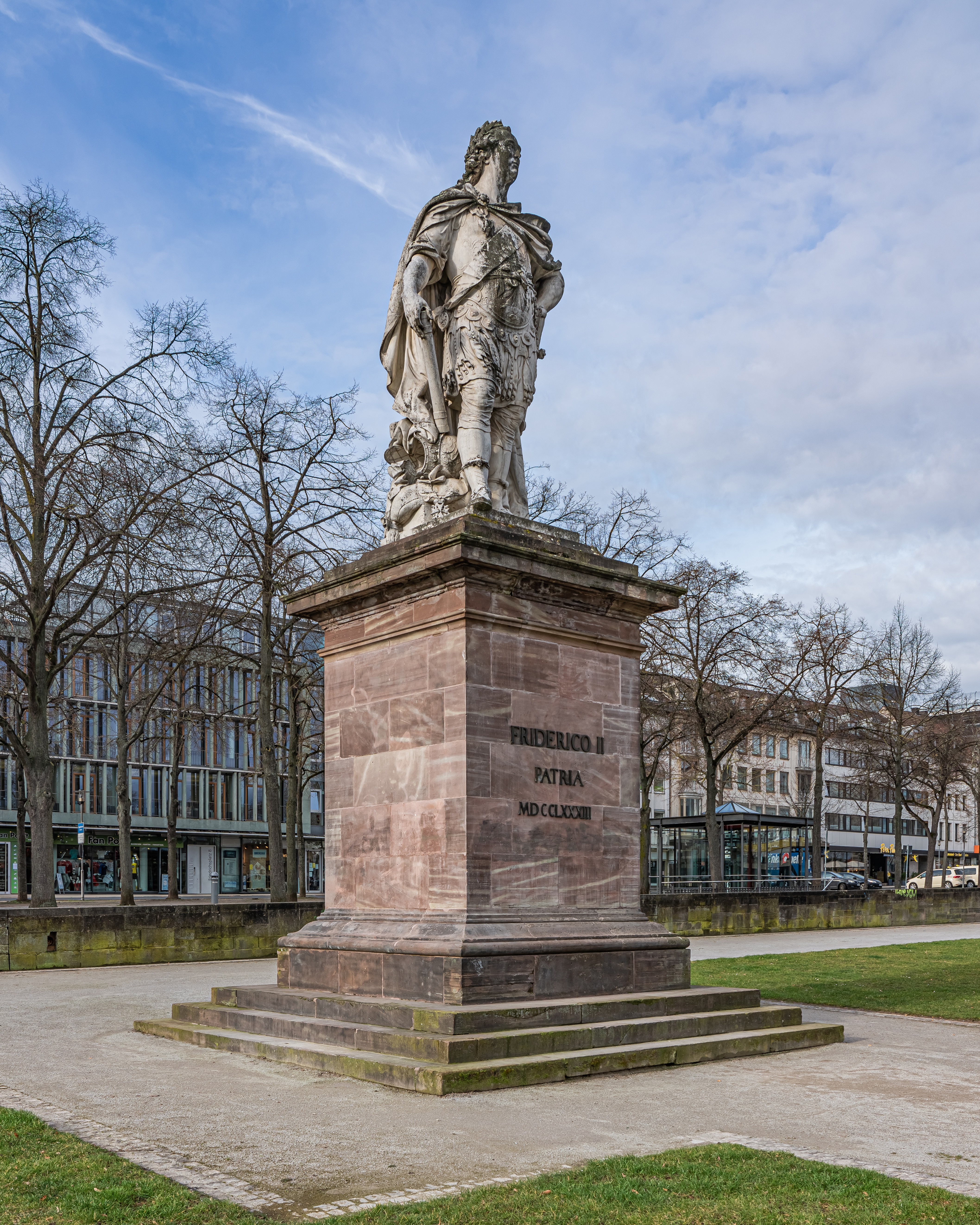
Standbild des Landgrafen Friedrich II. auf dem Friedrichsplatz

Nachdem der Siebenjährige Krieg die Wirkungslosigkeit der Stadtbefestigung gegenüber den modernen Waffen gezeigt hatte, wurde der mächtige Festungsgürtel 1767 geschleift. Landgraf Friedrich II. rief 1763 die Frühjahrs- und Herbstmesse ins Leben, die heutige Messe Kassel. Weiterhin ließ er die Oberneustadt durch den kreisrunden Königsplatz und den Friedrichsplatz mit der Altstadt verbinden. Letztgenannter war zu seiner Zeit einer der größten Stadtplätze Deutschlands. An zentraler Stelle entstand am Friedrichsplatz das Museum Fridericianum, in dem die landgräflichen Kunstsammlungen und die Bibliothek öffentlich zugänglich waren. Es wurde 1779 nach Plänen von Simon Louis du Ry eröffnet. Im selben Jahr wurde auch das Lyceum Fridericianum, das aus der alten städtischen Lateinschule hervorging und heute den Namen Friedrichsgymnasium trägt, eröffnet.
Landgraf Friedrich II. starb 1785. Nachfolger wurde sein Sohn Wilhelm IX. 1798 wurde das von du Ry und Jussow geplante Schloss Wilhelmshöhe an der Stelle des Schlosses Weißenstein fertiggestellt. Weitere Bauten im Bergpark, wie die als Ruine geplante Löwenburg, folgten.
1803 wurde der Landgraf zum Kurfürsten Wilhelm I. erhoben. Die Einladung Napoleons zum Rheinbund lehnte Wilhelm ab und blieb neutral.

## 19. Jahrhundert

### Hauptstadt des Königreichs Westphalen
Die gescheiterte Neutralitätspolitik des Kurfürsten während des Vierten Koalitionskriegs führte dazu, dass Kassel am 1. November 1806 von französischen Truppen besetzt wurde und Hessen-Kassel zunächst von der Landkarte verschwand. Kurfürst Wilhelm I. floh ins Exil nach Holstein und später nach Prag. Kassel war in der Zeit der französischen Fremdherrschaft Hauptstadt des von Napoleon per Dekret vom 18. August 1807 geschaffenen und von seinem Bruder Jérôme regierten Königreichs Westphalen, das neben der einstigen Landgrafschaft Hessen-Kassel auch weite Teile Westfalens, des heutigen Niedersachsens und des heutigen Sachsen-Anhalts umfasste. Jérôme veranlasste umfangreiche Reformen wie eine Straffung der Verwaltung. Eine Armee aus 20.000 Hessen nahm auf französischer Seite am Russlandfeldzug teil, nur etwa 400 Mann kehrten zurück.
Städtebaulich konzentrierte sich die westphälische Verwaltung auf die Oberneustadt. Pläne, Kassel nach Nordwesten um etwa das Doppelte zu vergrößern, wurden wegen der Kürze der napoleonischen Herrschaft und der schwierigen Finanzlage nicht umgesetzt. Es blieb bei wenigen repräsentativen Bauten, darunter die Ecole royale d'artillerie et du genie an der Unteren Königstraße und die Stadtkaserne am Stadtrand an der heutigen Luisenstraße. Darüber hinaus kam es zu mehreren Umbauten und Erweiterungen unter der Leitung von Grandjean de Montigny. Das Palais Bellevue wurde zur Residenz des Königs und das Fridericianum zum Parlamentsgebäude umgebaut. Am Wilhelmshöher Tor wurde der im Kurfürstentum begonnene Platz weiter gebaut und als Place Elisa nach einer Schwester König Jérômes benannt. Die Wilhelmshöhe selbst wurde um das 1810 fertiggestellte Ballhaus nach Plänen von Leo von Klenze ergänzt.
Im Jahr 1810 gründete Georg Christian Carl Henschel zusammen mit seinem Sohn, dem Glockengießer und Bildhauer Johann Werner Henschel, die Gießerei Henschel & Sohn, die bereits 1816 mit der Produktion von Dampfmaschinen begann. Das Unternehmen war bis zu seiner Auflösung 1957 zeitweise einer der bedeutendsten Hersteller von Lokomotiven in Europa.

### Restauration 1813 bis 1866

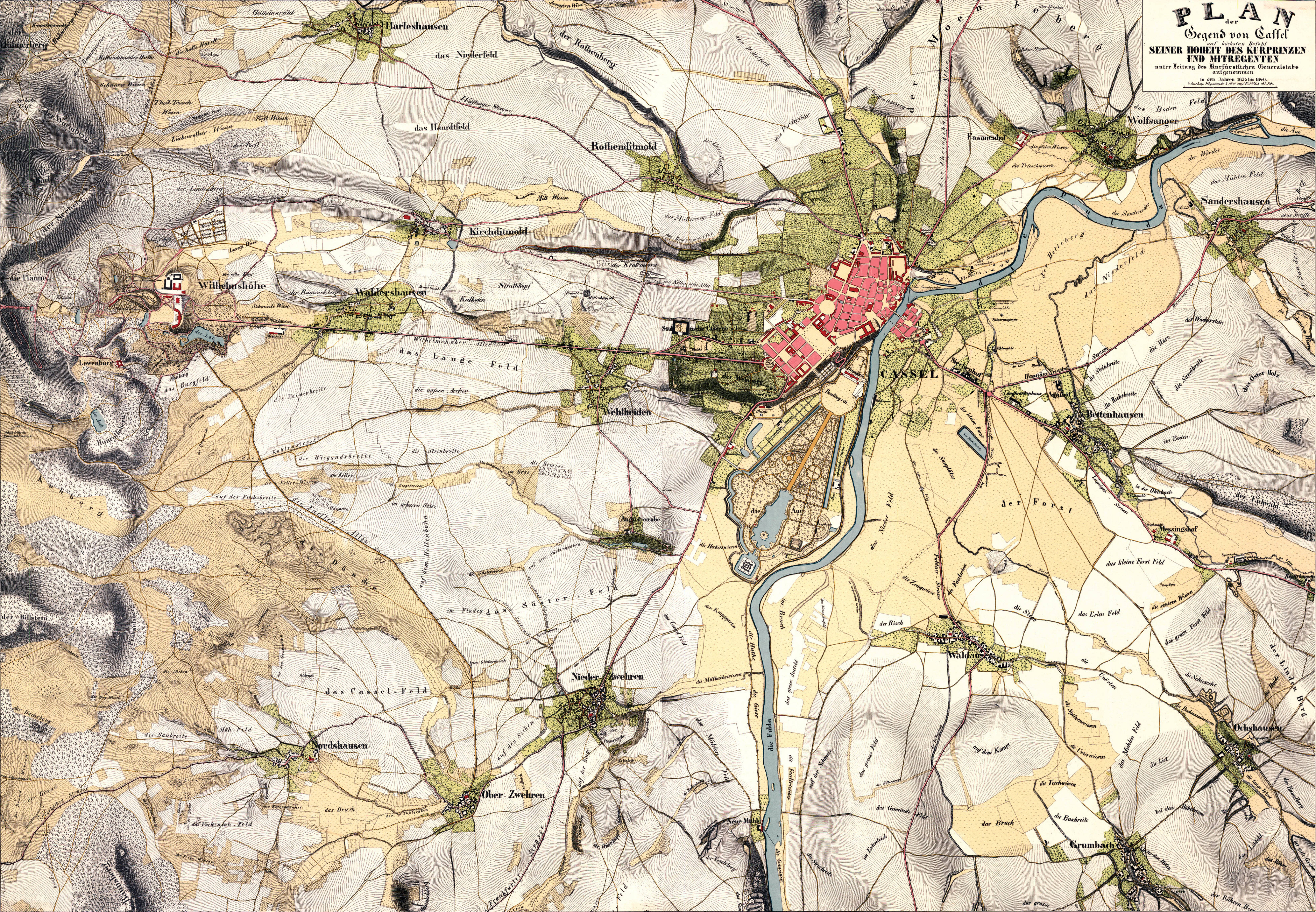
Generalstabsplan der Region um Cassel vor Beginn der Industrialisierung, 1835

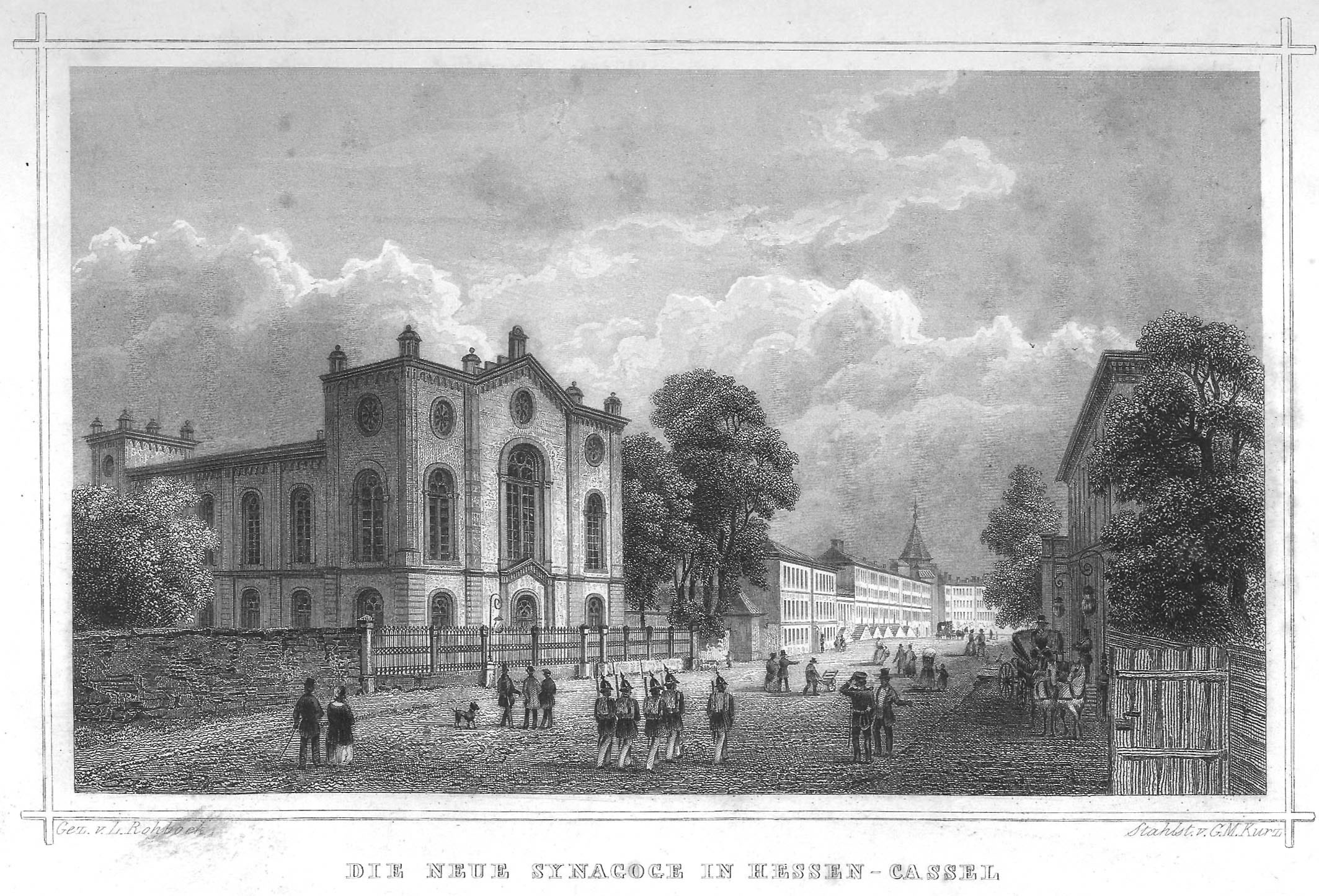
Stahlstich der neuen Kasseler Synagoge von 1839

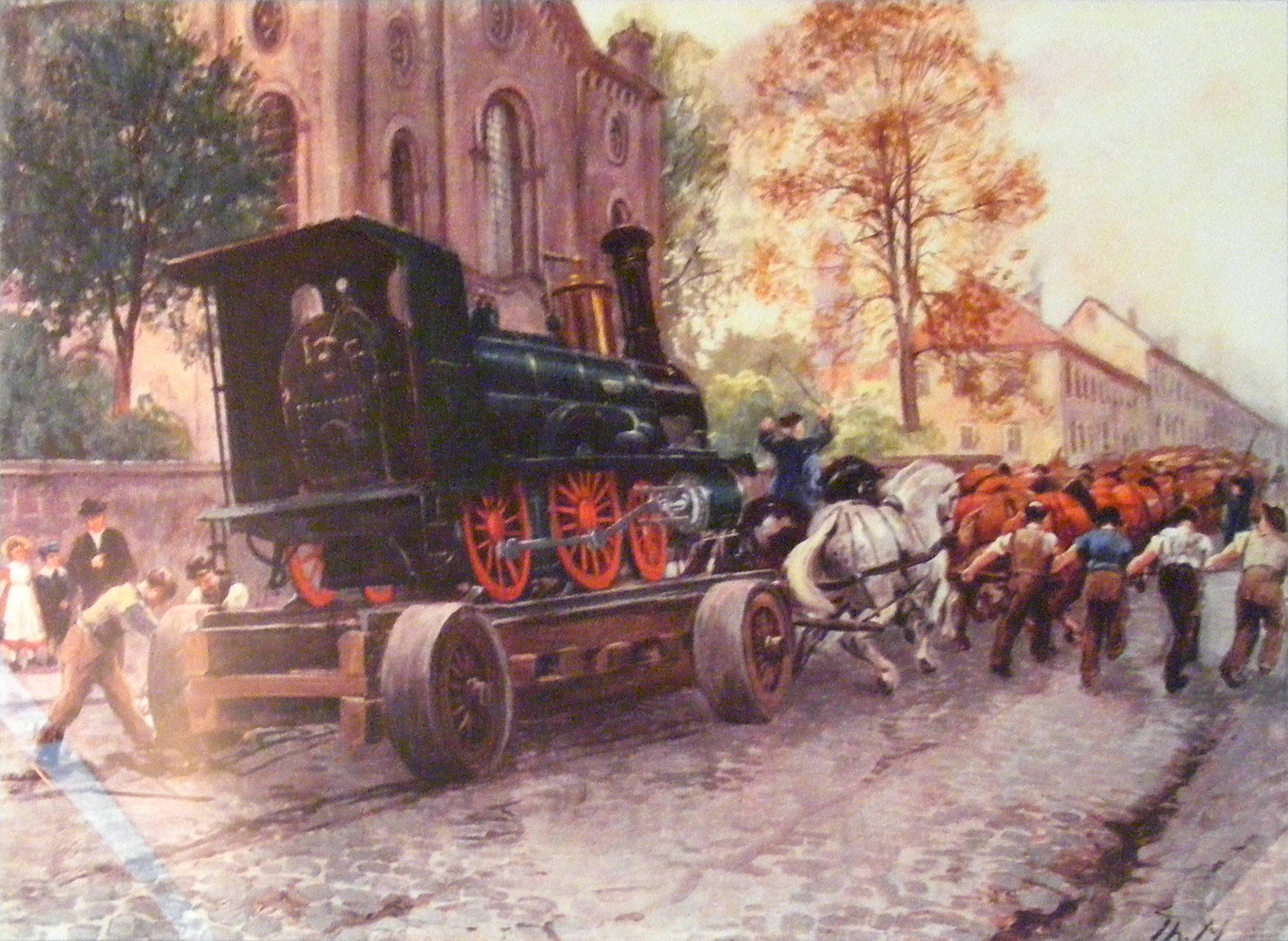
Transport einer Henschel-Lokomotive durch die Untere Königstraße zum Unterstadtbahnhof vom Henschel Werk am Möncheberg in Kassel (1865)

Im Oktober 1813, während der Befreiungskriege, vertrieben Truppen des russischen Generals Tschernitschew die französischen Besatzer aus Kassel, und am 21. November zog Kurfürst Wilhelm I. wieder in seine Residenzstadt ein. Kassel war wieder Haupt- und Residenzstadt des wiederhergestellten Kurfürstentums Hessen. Hier bildete Kassel einen Stadtkreis und war gleichzeitig Sitz des Landkreises Kassel.
Um die Brüder Jakob und Wilhelm Grimm, die seit 1816 bzw. 1814 als Bibliothekare an der Landesbibliothek arbeiteten, sowie der Kurfürstin Auguste bildete sich in Kassel mit dem Schönfelder Kreis ein bedeutender oppositioneller Romantiker-Kreis. Dieser umfasste u. a. Adolph von Menzel, Achim von Arnim und Clemens Brentano. Hier entstand in Teilen die Sammlung Des Knaben Wunderhorn. Das Hoftheater erlebte eine besondere Glanzzeit: Kurfürst Wilhelm II. verpflichtete nach seinem Regierungsantritt 1821 die besten Musiker und engagierte als Hofkapellmeister Louis Spohr, der in seiner Zeit als der bedeutendste Geiger neben Paganini galt und auch als Komponist die Musikgeschichte prägte. Außerdem komponierte Otto Nicolai in Kassel seine Oper Die lustigen Weiber von Windsor, deren Libretto vom Kasseler Salomon Hermann Mosenthal stammt. 1830 kehrten die Brüder Grimm Kassel den Rücken und nahmen eine Anstellung in Göttingen an, nachdem sie nach dem Tod des Leiters der kurfürstlichen Bibliothek nicht wie erhofft befördert worden waren.
1830 erlitt Wilhelm II. einen Schlaganfall und setzte seinen Sohn und Kronprinzen Friedrich Wilhelm als Mitregenten ein. Im Jahr darauf erhielt Hessen-Kassel, beeinflusst von der Julirevolution, eine liberale Verfassung, die als eine der fortschrittlichsten in Europa galt. 1847 wurde Friedrich Wilhelm I. nach dem Tod seines Vaters zum Kurfürsten erhoben. Er regierte unglücklich, isolierte sich zunehmend politisch und genoss wenig Rückhalt in der Bevölkerung. Diese Faktoren führen letztendlich dazu, dass Hessen-Kassel durch die preußische Besetzung 1866 von der politischen Landkarte verschwand und er der letzte Herrscher von Kassel-Kassel war.
Am 1832 gegründeten Kasseler Polytechnikum (Höhere Gewerbeschule) lehrten u. a. die Chemiker Heinrich Buff, Rudolph Amandus Philippi, Friedrich Wöhler und Robert Bunsen, der hier die Gasmaske erfand, und der Architekt Georg Gottlob Ungewitter, dessen neugotische Architektenschule weltweite Ausstrahlung hatte. Ab 1833 wurde die Stadt in nordwestlicher Richtung um den neuen Friedrich-Wilhelms-Stadtteil erweitert (benannt nach dem Kurprinzen). Den Kern bildete die Friedrich-Wilhelms-Straße (heute Ständeplatz), an der ab 1834 das neue kurhessische Ständehaus errichtet wurde.
Am 29. August 1848 wurde die Eisenbahnstrecke Kassel–Grebenstein als Teil der Friedrich-Wilhelms-Nordbahn eingeweiht und Kassel bekam einen Bahnanschluss. Der Hauptbahnhof wurde 1856 fertiggestellt.
Am 16. Dezember 1850, auf dem Höhepunkt des kurhessischen Verfassungsstreits während der erzkonservativen Regierung Hassenpflug, wurde Kassel von bayrischen und österreichischen Truppen des Deutschen Bundes, sogenannten Strafbayern, besetzt, die erst im Sommer 1851 wieder abgezogen wurden.

„Den 4. Juli [1824], sonntags. Um 5 Uhr aus dem Bett, geht es nach Wilhelmshöhe, wo uns das zweifelhafte Wetter doch einige helle, sehr schöne Momente für die weite herrliche Aussicht vom Oktogon gewährt. Die Reisenden sind über das kolossale Werk ganz erstaunt; alles wird wohl genossen, dann das Museum der Stadt besucht. […] Neben dem Museum am Platz ist ein neueres Schloß im Bau begriffen. Ein herrliches Material von rotem Stein ist zu moderner kleinlicher Architektur verwendet. Die ungeheuren Mauern eines angefangenen Palasts sind seit der jetzigen Regierung unbeendet geblieben. Die Anlage scheint von guter Architektur.“

### Nach der Besetzung durch Preußen, Gründerzeit
1866 eskalierte der Konflikt um die Vorherrschaft im Deutschen Bund zwischen Österreich und Preußen. Kurfürst Friedrich Wilhelm befahl die gegen Preußen gerichtete Mobilmachung. Daraufhin wurde das Kurfürstentum Hessen von Preußen kampflos besetzt und der Kurfürst unter Arrest gestellt. Das ehemalige Kurfürstentum wurde mit dem ebenfalls okkupierten Herzogtum Nassau und der besetzten Freien Reichsstadt Frankfurt zur Provinz Hessen-Nassau vereinigt und damit die 600-jährige Eigenständigkeit beendet. Kassel verlor seine Funktion als Residenzstadt, wurde aber Sitz des Oberpräsidenten der neuen Provinz. Gleichzeitig wurde die Stadt Hauptstadt eines Regierungsbezirks und blieb Sitz des nunmehr preußischen Landkreises Kassel. Sie selbst blieb kreisfrei.
1868 wurde in Kassel der Allgemeiner Landsmannschafts-Convent, ein Vorgängerverband der Deutschen Landsmannschaft, gegründet.
1870 wurde Napoléon III. nach der Kapitulation am 2. September als Gefangener im Schloss Wilhelmshöhe inhaftiert. Seine Freilassung erfolgte im März 1871.
Vom 11. bis 14. Juli 1874 fand der 9. Deutsche Feuerwehrtag in Kassel statt.
1877 wurde eine Dampfstraßenbahn zwischen Kassel und Wilhelmshöhe eingeweiht, die dritte weltweit nach Kopenhagen und Paris. Diese wurde 1898 durch eine elektrisch betriebene Straßenbahn abgelöst.

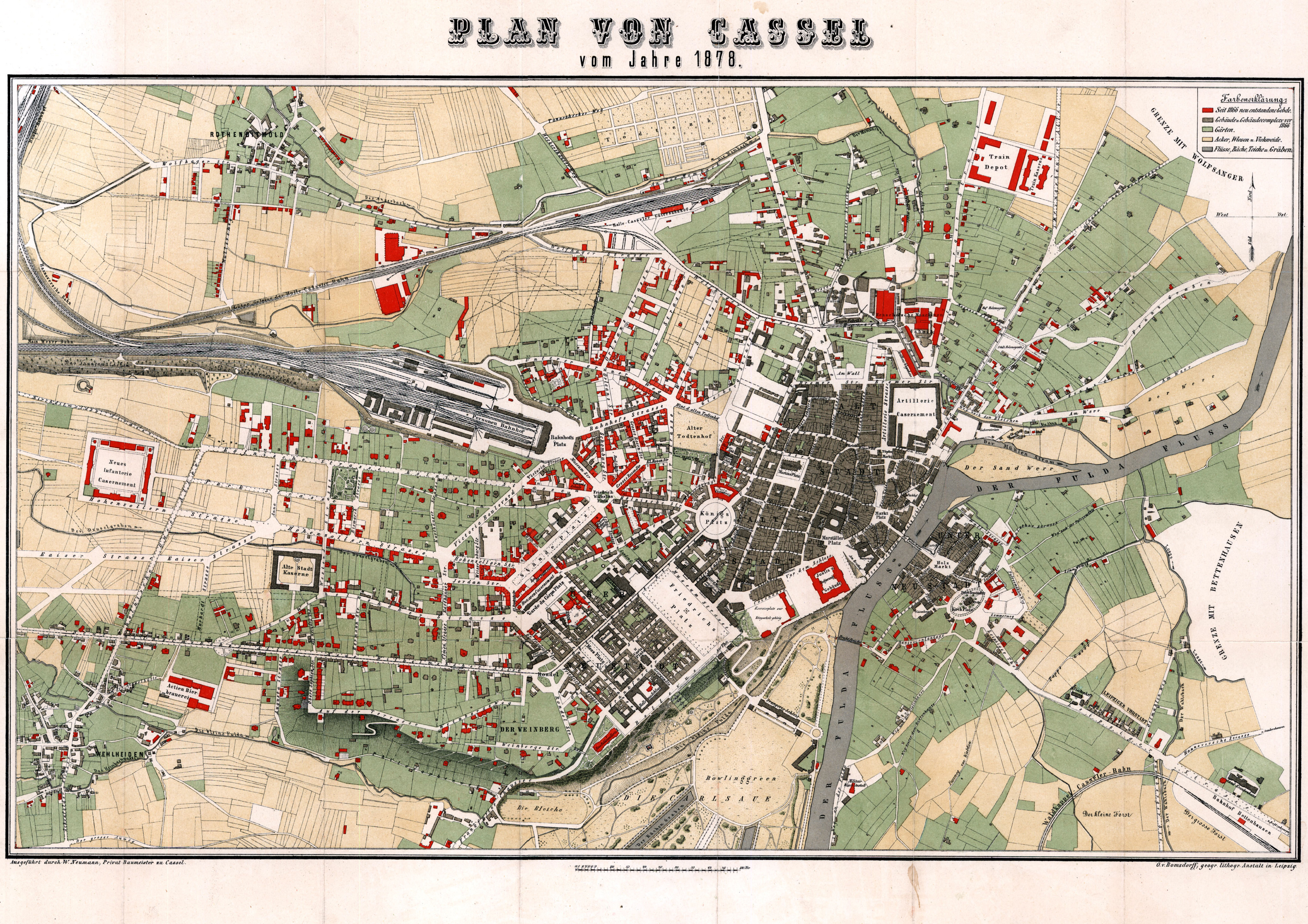
Stadtkarte von 1878

Die industrielle Entwicklung sorgte in Kassel für einen gewissen Wohlstand und trug zum Anstieg der Bevölkerung bei. In den 1890er Jahren wurde das Elektrizitätswerk, das Gaswerk, der Hafen und eine Waggonfabrik eröffnet. Die Firma Henschel produzierte die 5000. Lokomotive. Das Hohenzollernviertel (heutiger Vorderer Westen) entstand für Wohlhabende. Im Norden und Osten der Stadt entstanden Wohnstätten, primär für Fabrikarbeiter.
Ab 1891 war Kassel Sommerresidenz des Deutschen Kaisers (bis 1918). Kaiser Wilhelm II. residierte auf Schloss Wilhelmshöhe. Die Stadt durfte daher in jener Zeit wieder ihren bis 1866 geführten Titel Haupt- und Residenzstadt führen. Wilhelm II. hatte eine besondere Beziehung zur Stadt, da er dort bereits auf dem Lyceum Fridericianum (heute Friedrichsgymnasium) zur Schule gegangen war. Es fanden Staatsempfänge statt, unter anderem der Besuch des englischen Königs Eduard VII. 1907.

## 20. und 21. Jahrhundert

### Ende des Kaiserreichs und Weimarer Republik
Um die Jahrhundertwende vom 19. ins 20. Jahrhundert überschritt die Einwohnerzahl der Stadt die 100.000-Grenze, Kassel wurde somit Großstadt. Die Stadt litt unter einem großen Wohnungsmangel, auch war die Qualität des Wohnraums in der Kasseler Altstadt eher schlecht, noch 1925 fehlten in der Stadt über 5000 Wohnungen. Unter der Leitung des Architekten Otto Haesler wurde von 1929 bis 1931 die Rothenbergsiedlung errichtet, dabei wurde konstruktiv und gestalterisch Neuland betreten. So verzögerte sich die Baumaßnahme durch das mangelnde Wissen der Behörden, eine moderne Stahlskelettkonstruktion zu prüfen und abzunehmen. Schließlich wurden die letzten Gebäude in traditioneller Ziegelbauweise errichtet.
Von 1902 bis zur Stilllegung 1966 verband die Herkulesbahn den Kasseler Westen mit dem Hohen Habichtswald. Internationale Kunstausstellungen in der Orangerie, erst zum Jugendstil, dann zur Moderne, waren Vorläufer der späteren documenta.
Der Neubau von repräsentativen Gebäuden wurde forciert. 1909 wurde das neue Rathaus fertiggestellt, im selben Jahr der Neubau des Theaters am Friedrichsplatz. Am 1. April 1914 wurde die Stadthalle Kassel offiziell eingeweiht.
1913 feierte Kassel Tausendjahrfeier. Höhepunkt war ein Festumzug am 28. September durch die Innenstadt.
Im Ersten Weltkrieg befand sich im damals noch selbständigen Ortsteil Niederzwehren eines der größten Kriegsgefangenenlager des Reiches, das Lager am Keilsberg. Dort ereignete sich 1915 eine katastrophale Fleckfieberepidemie, die mehrere Tausend Insassen, aber auch deutsche Wachtruppen das Leben kostete (die Ereignisse wurden später im Roman Keilsberg von Sebastian Mense verarbeitet). Kaiser Wilhelm II. residierte während des Ersten Weltkriegs im Sommer weiterhin auf Schloss Wilhelmshöhe. Nach der Kapitulation des Deutschen Reichs wurde Schloss Wilhelmshöhe kurzzeitig Sitz der Obersten Heeresleitung. Generalfeldmarschall Paul von Hindenburg organisierte von dort die Demobilisierung des Deutschen Heeres.
Von 1914 bis 1918 unterstützte Kassel als Patenstadt maßgeblich den Wiederaufbau der zerstörten Stadt Stallupönen (Ostpreußen).
Der sozialdemokratische Politiker Philipp Scheidemann wurde nach seinem Rücktritt als Reichsministerpräsident 1920 Oberbürgermeister seiner Geburtsstadt Kassel. Ein Attentat von Republikgegnern mit Blausäure überlebte er nur knapp. Seine ursprünglich 12-jährige Amtszeit endete nach schlechten Wahlergebnissen der SPD bei Kommunalwahlen vorzeitig 1925.
Im Jahr 1920 tagte in Kassel die erste Reichsfrauenkonferenz, die sich mit Fragen der Gleichberechtigung und des Wahlrechts beschäftigte.
Am 24. August 1924 wurde der Flugplatz Kassel-Waldau offiziell eröffnet, der von 1926 bis 1930 in das Liniennetz der Deutschen Luft Hansa eingebunden war. Außerdem diente er als Werksflugplatz für die sich seit 1923 entwickelnde Kasseler Flugzeugindustrie insbesondere für die Gerhard-Fieseler-Werke.
1926 wurde der Stadtname offiziell von Cassel in Kassel geändert. Im selben Jahr findet das größte Volksfest der Stadt, der Zissel, das erste Mal statt.

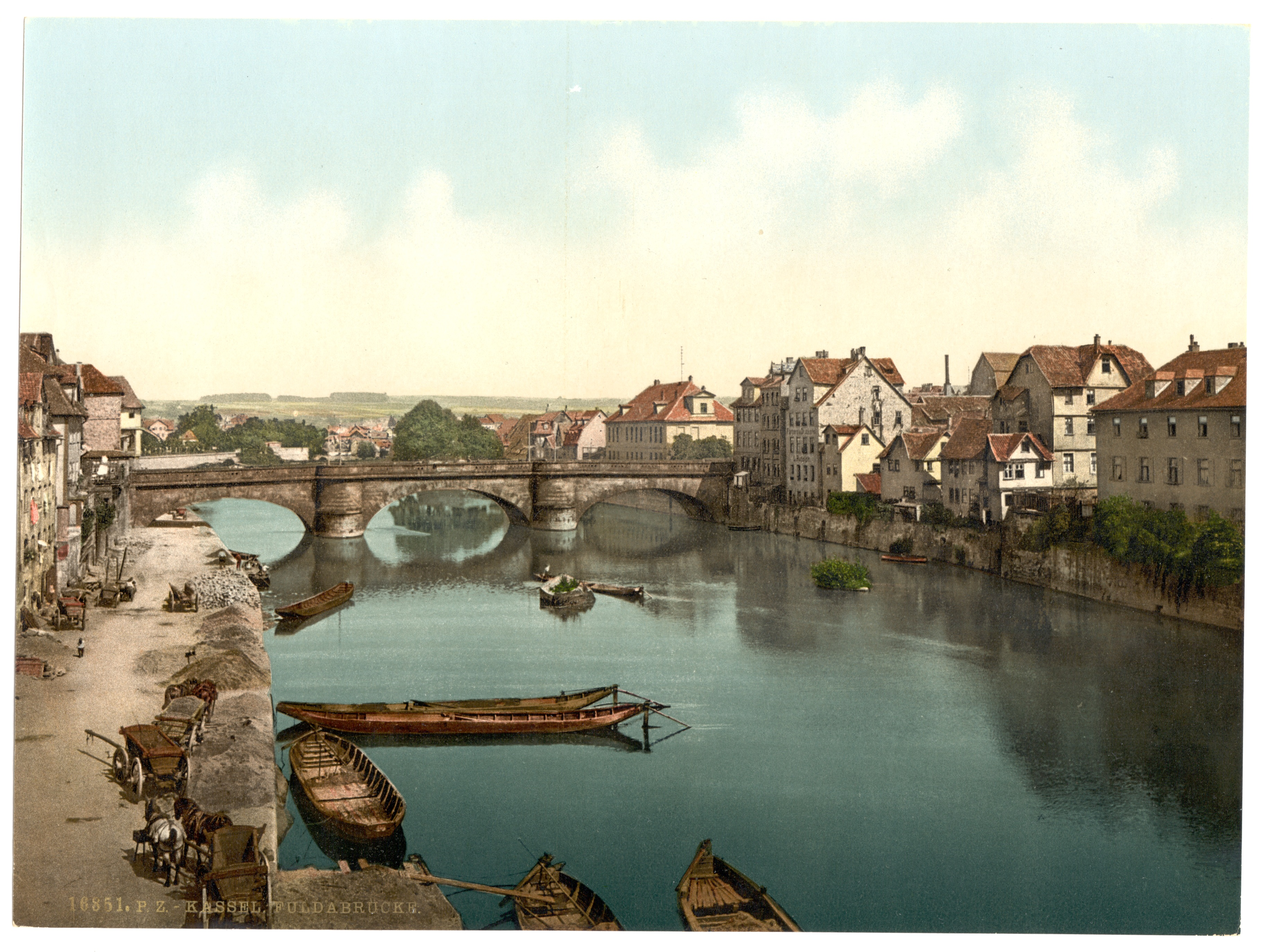
Fuldabrücke im Zentrum von Kassel, Photochromdruck um 1900
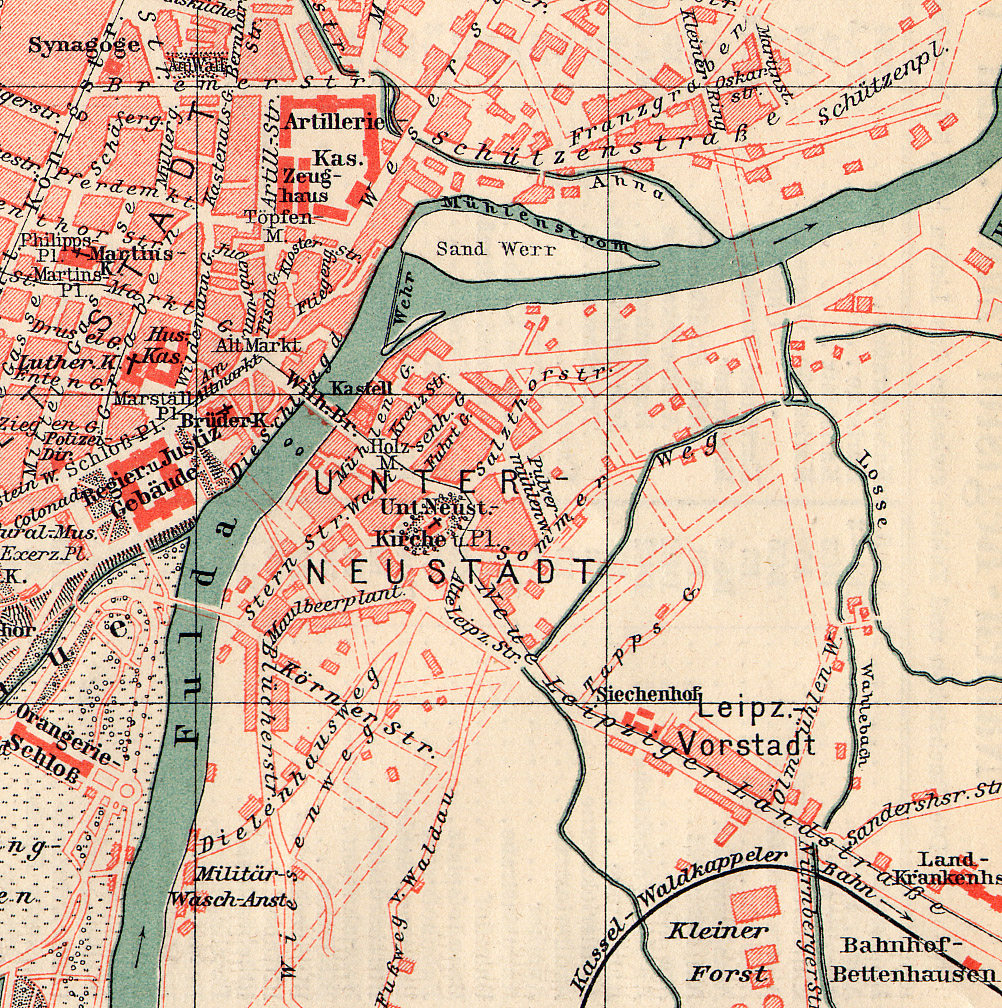
Unterneustadt 1895
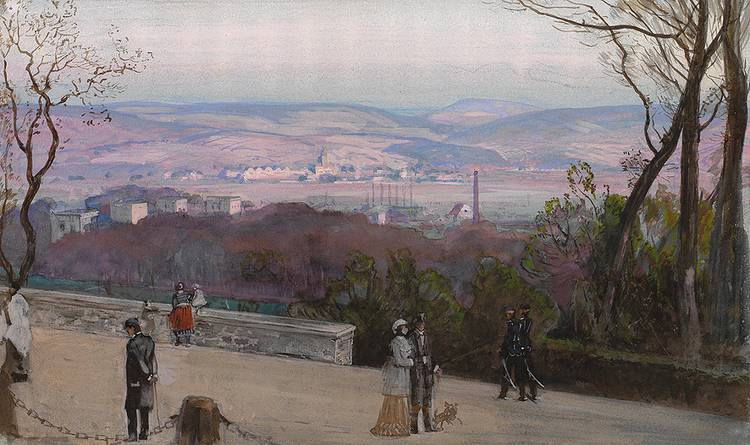
Blick von der Schönen Aussicht auf den Kaufunger Wald (Bellevue), Louis Kolitz um 1900
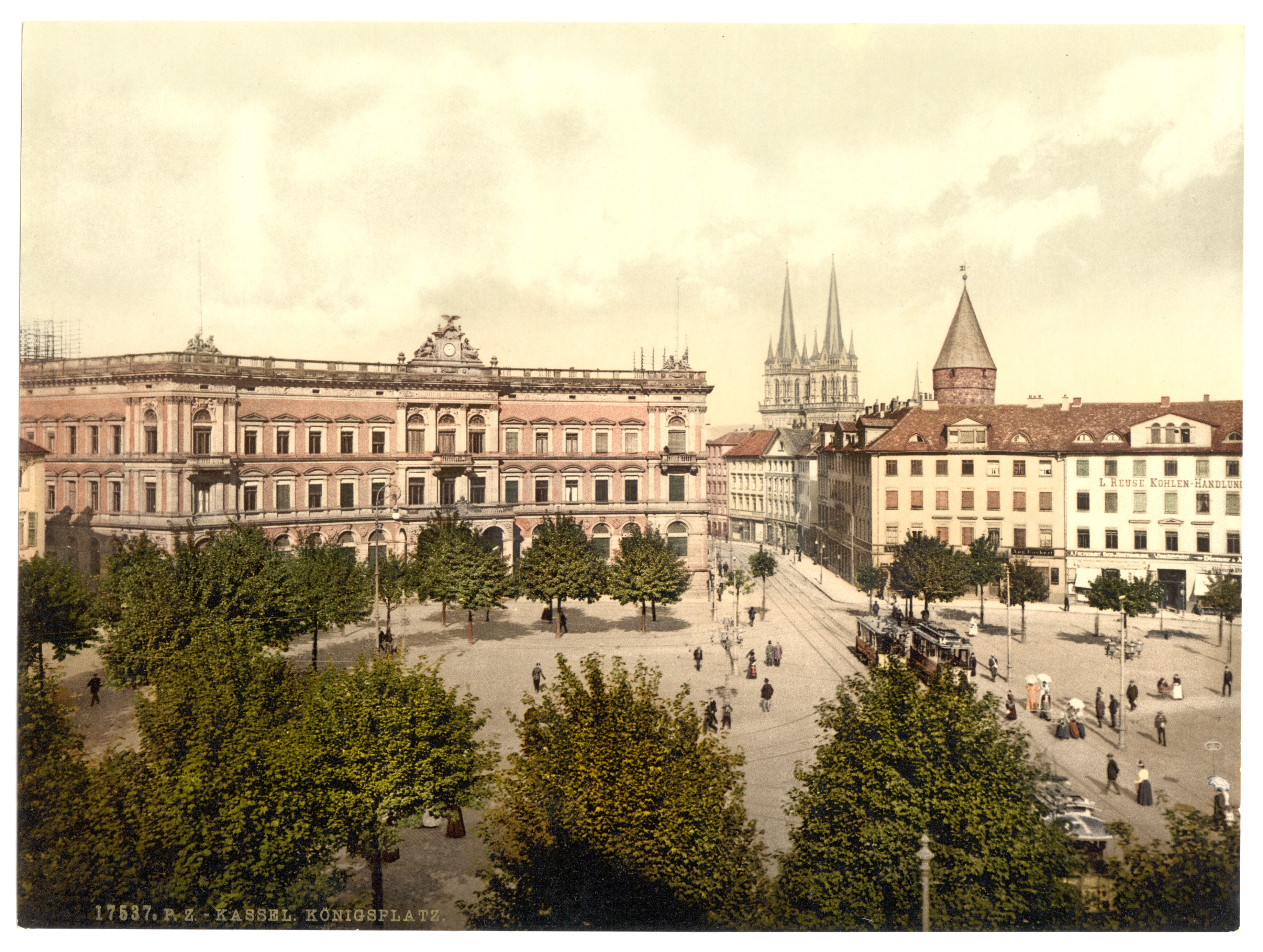
Königsplatz um 1900, Photochrom
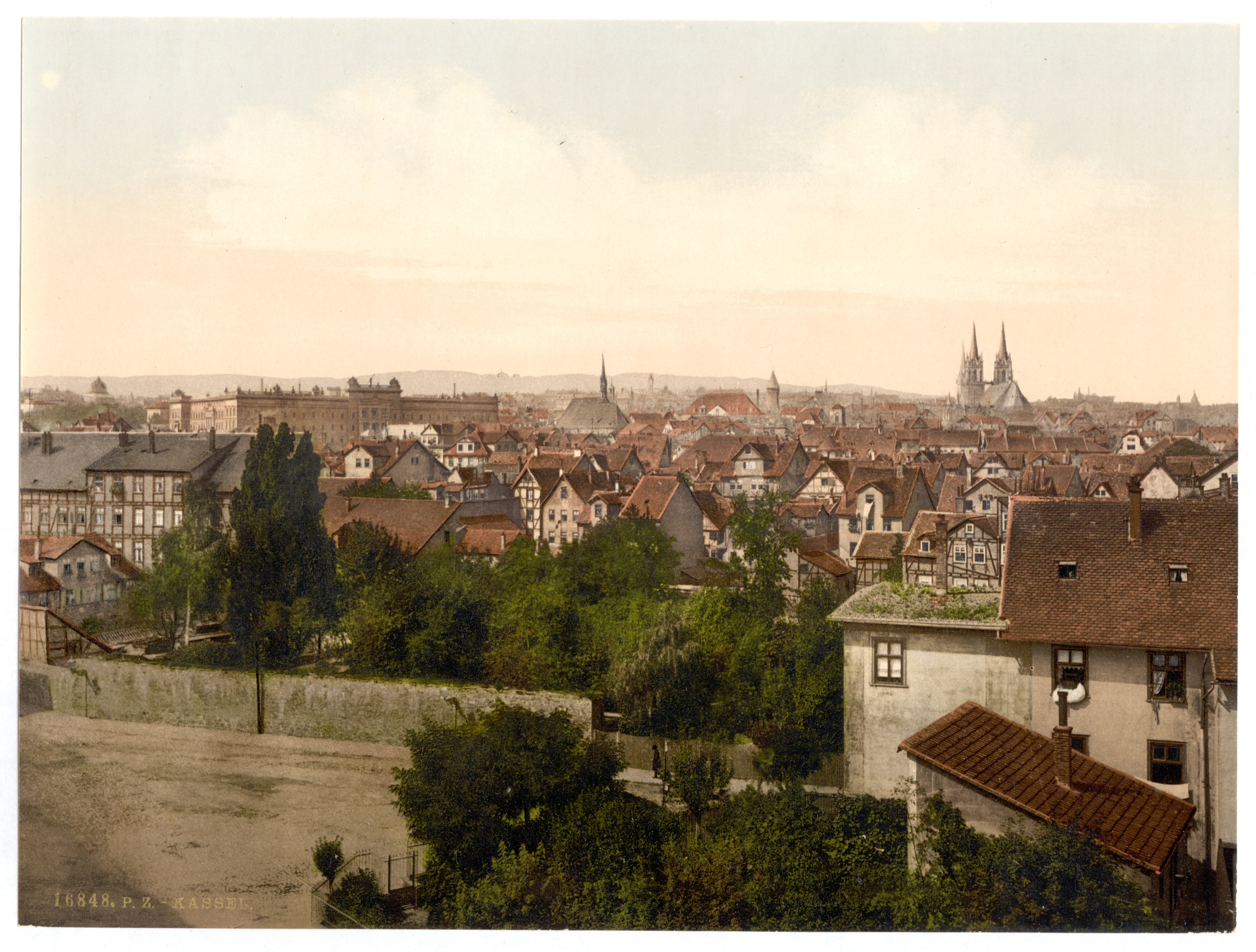
Blick über Kassel um 1900, Photochrom
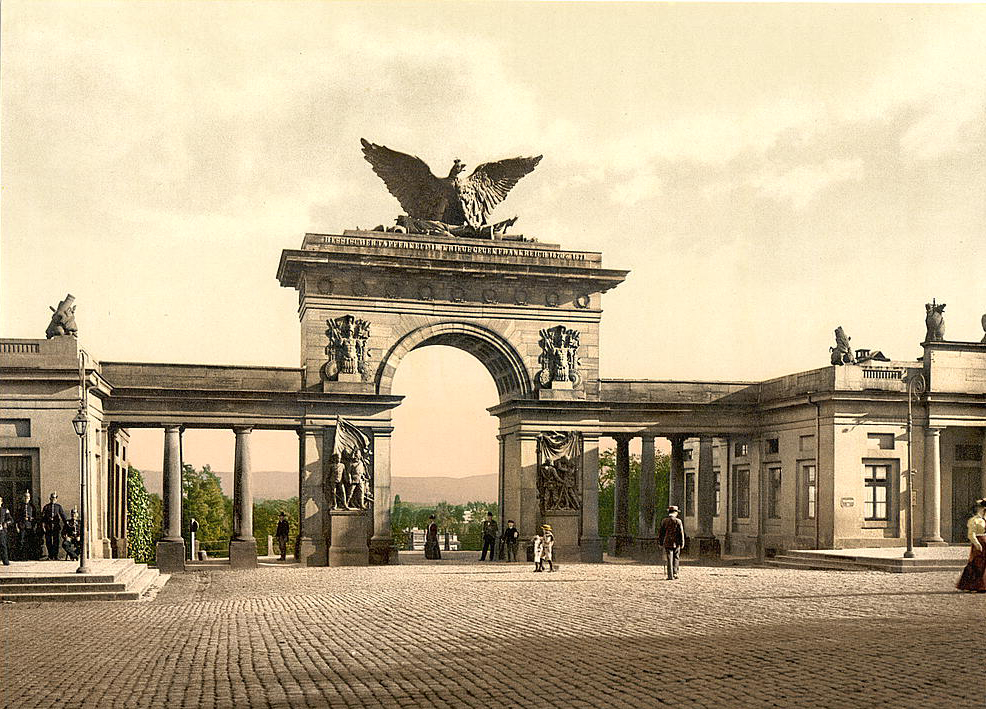
Auetor am Friedrichsplatz, um 1900
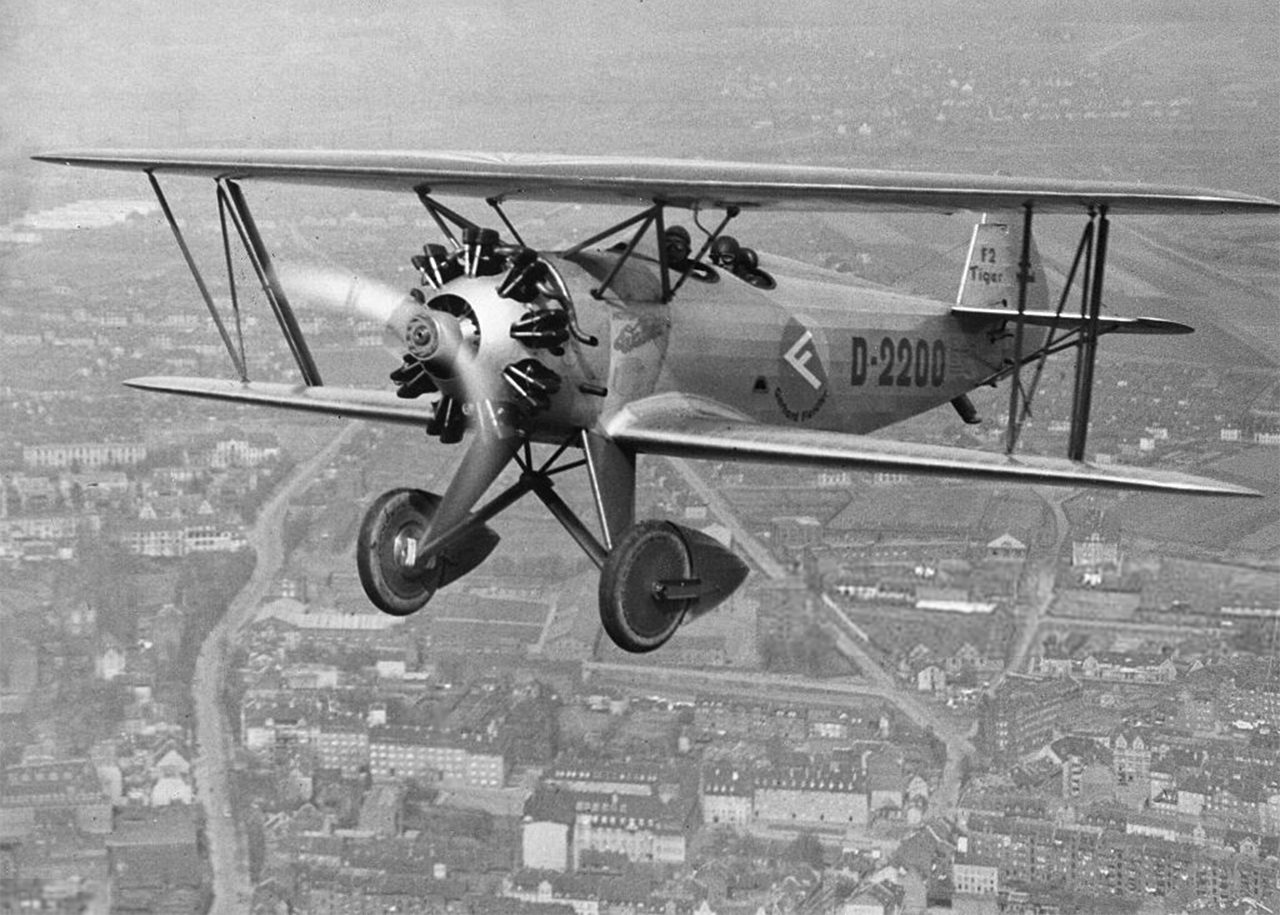
Überflug der F 2 Tiger von Gerhard Fieseler über den Stadtteil Wesertor, 1932

### Zeit des Nationalsozialismus

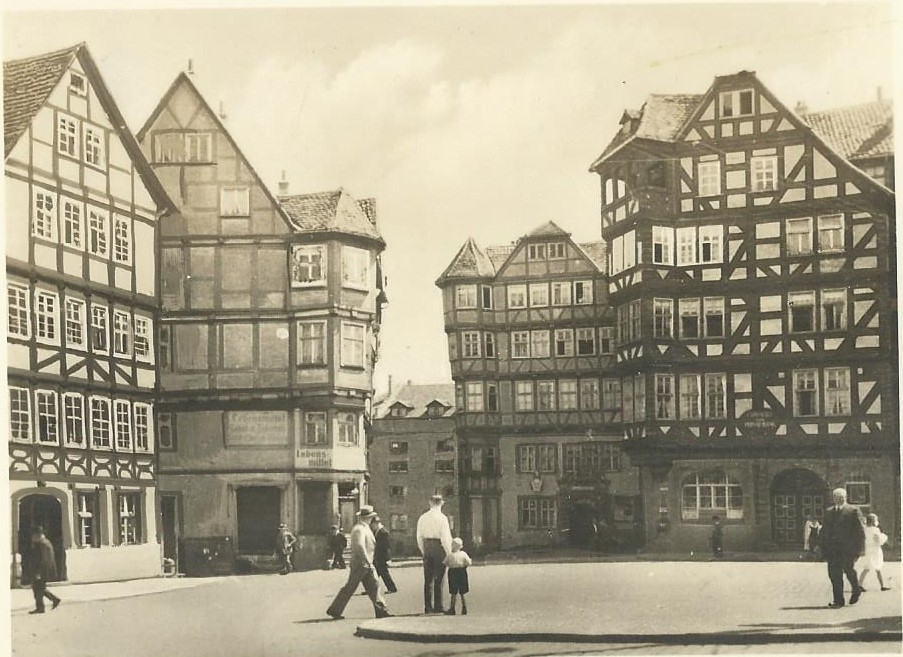
Fachwerkgebäude am Altmarkt 1938

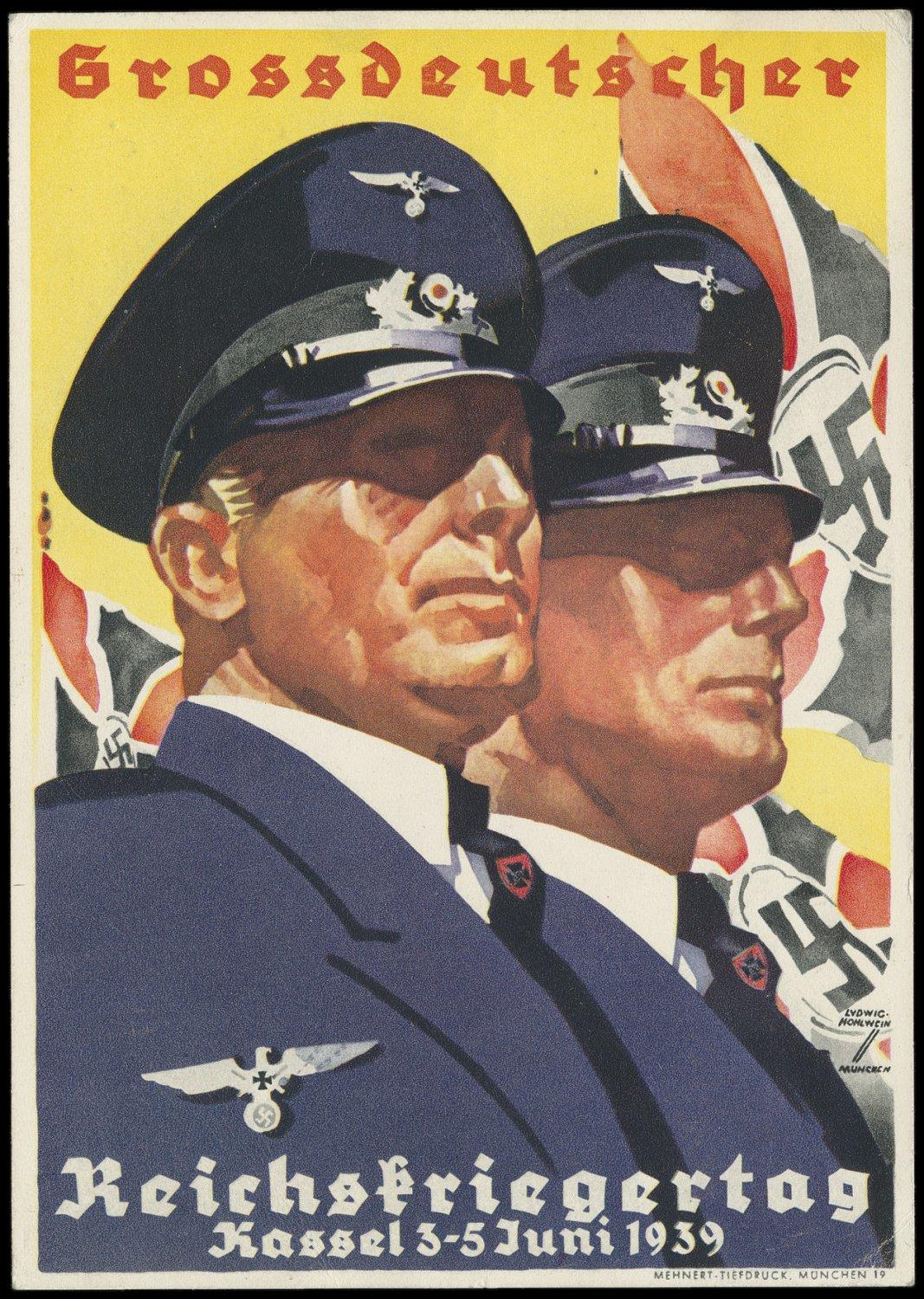
Plakat zum Reichskriegertag 1939

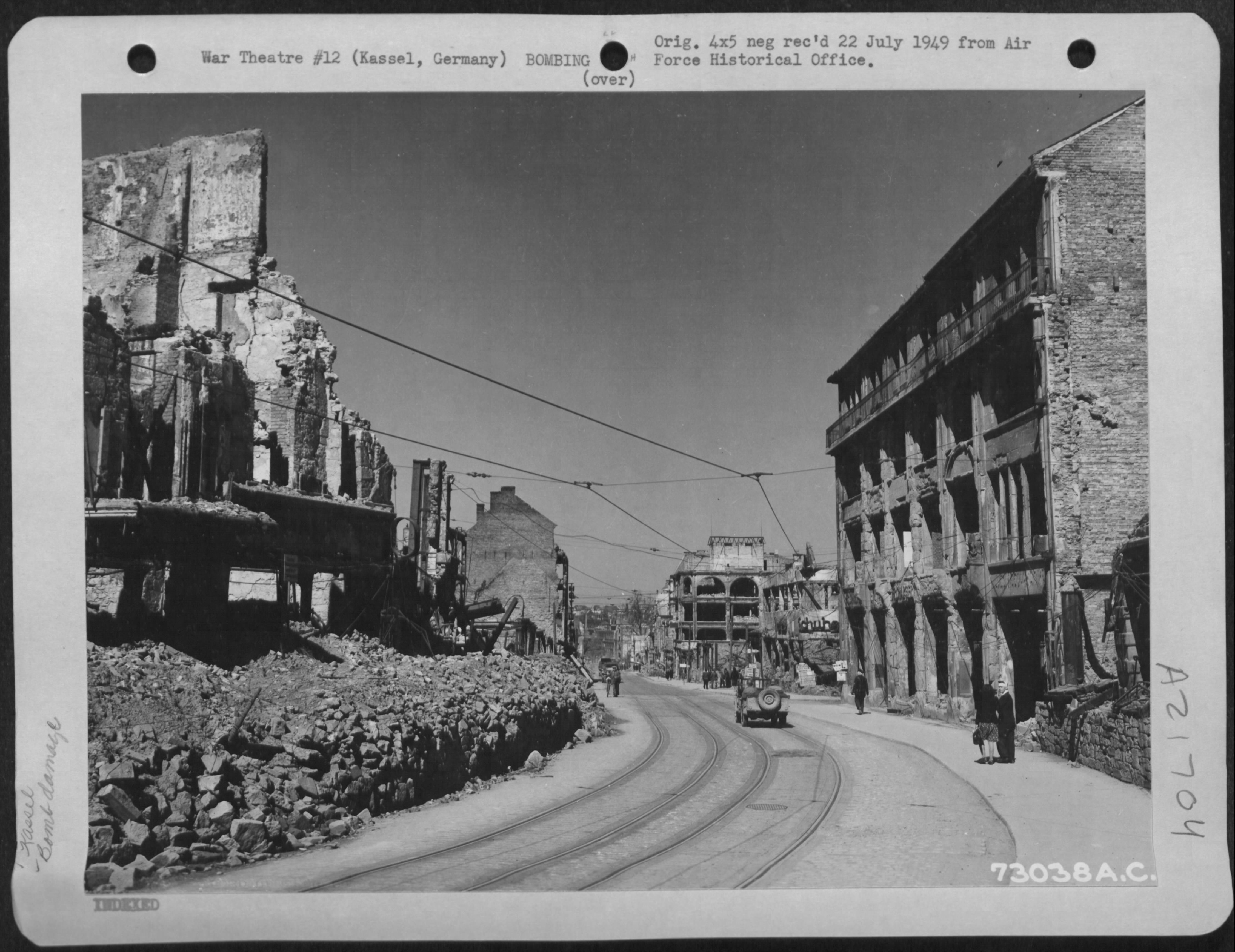
Blick im April 1945 vom Königsplatz in die Untere Königsstraße

Administrativ war Kassel zwischen 1933 und 1945, in der Zeit des Nationalsozialismus, „Gauhauptstadt“ des NSDAP-Gaues Kurhessen. Es war demnach die zweite Angliederung nach der preußischen Annexion infolge des Deutsch-Französischen Krieges und der Reichsgründung 1871. Wirtschaftlich war die Stadt für die Nationalsozialisten aufgrund der bedeutenden Industrie, vor allem der Rüstungsindustrie von Interesse.
Die Geheime Staatspolizei (Gestapo) hatte ihren Sitz in der Straße Königstor. Von dort aus wurden nach der Machtergreifung in großem Umfang die taktischen Säuberungen, die Pogrome sowie Verfolgung und Deportation politischer, religiöser und rassischer Gegner der NS-Ideologie geplant und organisiert. Der Oberbürgermeister wurde im März 1933 abgesetzt. Ebenfalls wurden Maßnahmen gegen die linkssozialistische Widerstandsgruppe Roter Stoßtrupp ergriffen, die einen Ableger in Kassel hatte. Die Gruppe wurde im Ort allem Anschein nach auch vom späteren hessischen Ministerpräsidenten Georg August Zinn unterstützt, dessen Bruder Karl Zinn in Berlin einer der führende Köpfe der Widerstandsgruppe war. Im Rahmen der Einschränkung der Pressefreiheit wurde das Kasseler Volksblatt verboten.
1933 wurde das Kloster Breitenau, 15 km von Kassel entfernt, zum Konzentrationslager umgebaut und bis 1934 und dann erneut von 1940 bis 1945 von der Gestapo Kassel als sogenanntes Arbeitserziehungslager betrieben. Bis 1945 wurden 8 300 vorwiegend politische Häftlinge hier gefangen gehalten.
Von 1935 bis 1939 fanden die Reichskriegertage jährlich in der Karlsaue statt. 1939 besuchten 300 000 Veteranen und Wehrmachtsangehörigen Kassel; auch Adolf Hitler nahm an der Veranstaltung teil.
Von 1934 bis 1937 wurden im Rahmen des Projekts Freiheiter Durchbruch umfangfreiche Sanierungen in der Altstadt durchgeführt und baufällige Gebäude abgerissen. 1938 wurde das Wehrkreisdienstgebäude in NS-Monumentalarchitektur, ein großer Komplex für das Wehrkreiskommando IX der Wehrmacht, eingeweiht. Nach dem Zweiten Weltkrieg zog in das Gebäude mit 600 Zimmern und 7 Sitzungssälen das Bundessozialgericht und das Bundesarbeitsgericht.
Die Landesfeuerwehrschule wurde am 15. November 1936 in Kassel eingeweiht, da dort der Sitz der Aufsichtsbehörde des damaligen Provinzialfeuerwehrverbandes war. Seit dem 1. April 1949 ist das Hessische Ministerium des Innern Träger der Hessischen Landesfeuerwehrschule.
1936 wuchs Kassel durch die Eingemeindungen von Niederzwehren, Oberzwehren, Nordshausen, Harleshausen, Wolfsanger und Waldau um 2500 ha Fläche. Kassel hatte damit erstmals mehr als 200 000 Einwohner.
1937 wurde Kassel an das Autobahnnetz angeschlossen, die Teilstücke Kassel – Göttingen und Kassel – Homberg/Efze wurden eingeweiht.
Am Abend des 7. November 1938 wurden die Synagoge und andere jüdische Einrichtungen von Angehörigen der SA und SS verwüstet, zwei Tage vor den Novemberpogromen 1938 am 9. November. Sie trugen Zivilkleidung, um einen Volkszorn zu mimen.
Eine Deportation der jüdischen Bevölkerung aus der Stadt fand ab 1941 mittels Zug in die Konzentrationslager Riga, Sobibor und Theresienstadt statt.
Kassel spielte unter der Herrschaft der NSDAP eine wichtige Rolle wegen der ansässigen Rüstungsindustrie. So wurden bei Henschel & Sohn neben Lokomotiven auch Panzer und LKW für die Wehrmacht gebaut, bei Henschel Flugmotorenbau und Junkers Bauteile für die Flugzeuge der Luftwaffe gefertigt, bei Créde Truppentransporter hergestellt, bei Wegmann Panzerteile gefertigt und bei Fieseler Flugzeuge gefertigt. In den Fabriken wurden auch Zwangsarbeiter eingesetzt. In Kassel waren 1944 mehr als 30 000 Zwangsarbeiter ansässig.
Die kriegswichtigen Rüstungsbetriebe waren ein Hauptgrund für die Luftangriffe während des Zweiten Weltkriegs. Im Kriegsverlauf kam es zu 40 Bombardierungen. Der erste Angriff auf die Stadt wurde von der Royal Air Force geflogen und fand am 22. Juni 1940 statt. Der erste schwere Bombenangriff mit Fokus auf militärische Einrichtungen und Fabriken fand am 28. August 1942 statt. Der Angriff mittels Rollbomben auf die etwa 30 km entfernte Edertalsperre im Rahmen der Operation Chastise am 17. Mai 1943, welcher zu einer starken Beschädigung der Staumauer führte, führte zu Überflutung flussnaher Stadtteile und der Karlsaue.
Bisher waren die Opferzahlen verhältnismäßig gering, das änderte sich in der Nacht vom 22. auf den 23. Oktober 1943. Bei einem Luftangriff der Royal Air Force wurde die Kasseler Innenstadt nahezu komplett zerstört. Zwischen 6 000 und 10 000 Menschen kamen in den Flammen und Trümmern ums Leben, man zählte etwa 11 600 Verwundete. Über 80 % der Stadt wurden zerstört, darunter 97 % der Altstadt mit ihren aus dem Mittelalter stammenden gotischen Fachwerkhäusern. Über Nacht waren 150 000 Menschen obdachlos geworden. Durch den Mangel von Luftschutzbunkern waren Zivilisten meist in die Keller ihrer Häuser geflüchtet. Aufgrund baulicher Mängel und damit einhergehender mangelnder Luftschutzsicherheit konnte die Verbreitung von Rauch und giftigen Dämpfen häufig nicht verhindert werden. Auch dieser Umstand trug zu den hohen Opferzahlen bei. Diese unzureichende Luftschutzstrategie wurde vor allem Gauleiter Karl Weinrich zur Last gelegt, der zunächst beurlaubt und im Dezember 1944 abgelöst wurde.

„Und was man sieht: Zertrümmerte Häuser, heruntergebrannt bis unten hin. Soweit die Fassaden nicht zusammengestürzt sind, ragen sie mit rauchgeschwärzten Fensterhöhlen in den Himmel. Die Straßen größtenteils verschüttet, für den Verkehr notdürftig freigeschaufelt, und alles bedeckt mit einer dicken, rötlichen Staubschicht, die in dichten Wolken aufgeweht wird. 
Donnernd und holpernd fährt der Wagen über Schuttberge. Überall brennt es noch, überall Löschmannschaften, überall Menschen, verschmutzt, verdreckt, mit aufgelösten Haaren, mit kleinen, geröteten Augen, verstaubten und zerschlissenen Kleidern. So geht die Fahrt am Hauptfriedhof vorbei, der Blick zum Holländischen Platz gibt nur Trümmer frei, verheerend. Durch die Mombachstraße, nur Trümmer und nochmals Trümmer. So geht es nach Rothenditmold. Und hier dasselbe: Trümmer, Trümmer! Zwischen den Häusern herrscht eine fast unerträgliche Hitze. Qualm steigt hoch, der Staub, Alles wirkt furchtbar auf Augen, auf Lungen und auf die Seele.
[…]
Karthäuserstraße, Jordanstraße, überall die furchtbaren Brände. Hohenzollernstraße - Postamt zerstört, Ständeplatz: Landeskreditbank, Ständehaus, Hotel Schirmer, Bahnhofsplatz mit völlig ausgebranntem Bahnhofsgebäude, Lutherplatz, Lutherkirche; ja es ist einfach alles zerstört und ausgebrannt. Ich komme durch die Untere Königsstraße, ich erstarre fast: Tod und Vernichtung! Ich komme immer mehr zu dem Schluss: Kassel ist nicht mehr! Kassel ist in dieser grauenvollen Nacht dem Erdboden gleichgemacht worden.“

Schwere Bombardierungen der US Air Force auf weiterhin produzierende Waffenfabriken fanden am 19. April 1944 statt. Bei einem Angriff am 29. Januar 1945 wurde Schloss Wilhelmshöhe von einer Bombe getroffen und der Mitteltrakt zerstört. Der letzte Angriff auf Kassel fand am 21. März 1945 statt.
Zu Kriegsbeginn lebten 217 000 Einwohner in Kassel, 1945 war die Einwohnerzahl auf 71 000 gesunken.
Am 31. März 1945, 5 Tage vor der Einnahme der US-Armee, wurden 78 italienische Zwangsarbeiter ohne Gerichtsverfahren auf Befehl des Gestapochefs erschossen. Sie hatten sich an Plünderungen an einem Wehrmachtszug beteiligt. Ebenfalls beteiligte Deutsche blieben verschont. Kurz bevor amerikanische Truppen die Stadt erreichten, wurde die Fuldabrücke gesprengt, um den Vormarsch der US-amerikanischen Truppen zu verlangsamen. Die Sprengung der Hafenbrücke konnte verhindert werden. Am 4. April 1945 kapitulierten die in Kassel befindlichen Einheiten der Wehrmacht, als Truppen der US-Armee von Süden her kommend in die Frankfurter Straße einmarschierten und bis zum 5. April auch Bettenhausen als letzten Stadtteil eroberten.

### Wiederaufbau und erste Documenta

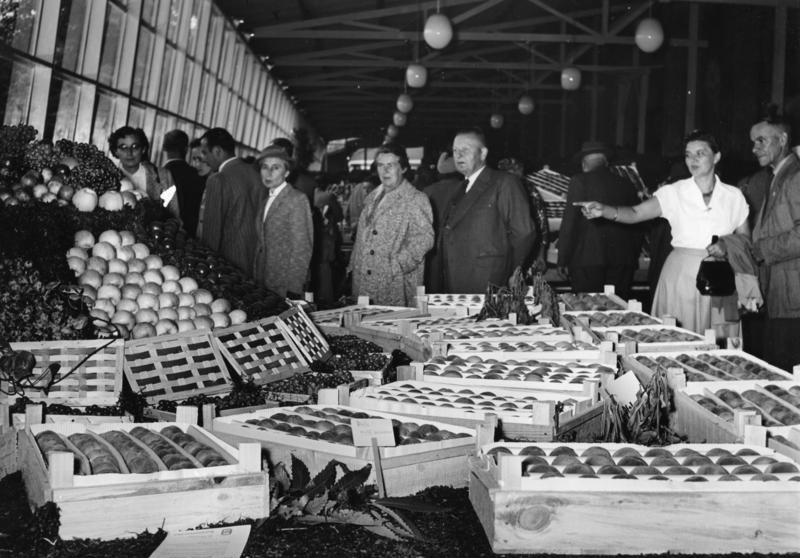
BUGA 1955 in Kassel

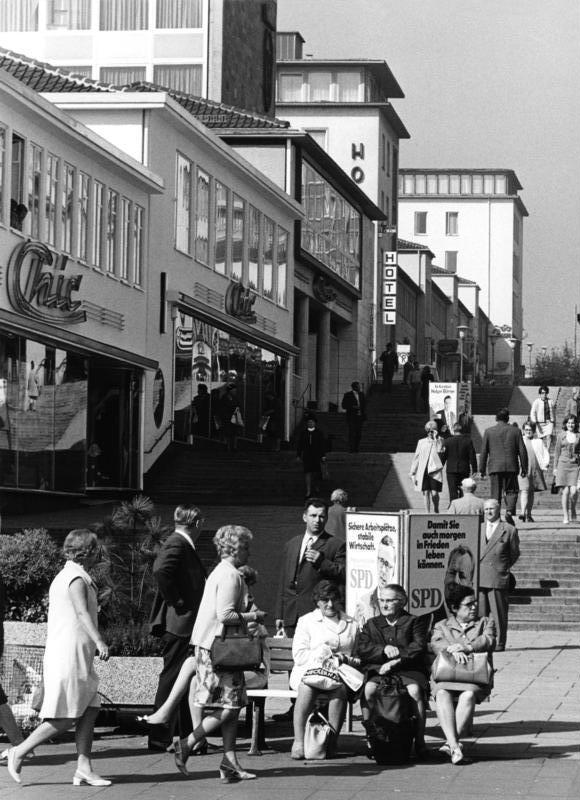
Deutschlands erste Fußgängerzone, die Treppenstraße

Nach dem Ende des Zweiten Weltkrieges gehörte die Stadt zusammen mit der ganzen Provinz Hessen-Nassau zur amerikanischen Besatzungszone. Daraus wurde das neue Land Hessen gebildet. Kassel blieb Sitz des Regierungsbezirks und des Landkreises Kassel und wurde auch weiterhin als kreisfreie Stadt innerhalb des neuen Landes geführt. Aufgrund der großen Schäden waren die Nachkriegsjahre vom Wiederaufbau geprägt. Noch nicht vollständig zerstörte historische Gebäude wurden größtenteils nicht wieder rekonstruiert, sondern abgerissen und durch Neubauten ersetzt. Dies verantwortete vor allem Stadtbaurat Heinicke, der bereits während des Zweiten Weltkriegs diesen Posten innehatte. Der Schutt der zerstörten Gebäude wurde zum großen Teil in der Karlsaue abgeladen. Der Schuttberg wurde später als Rosenhang in die Bundesgartenschau 1955 einbezogen. Wirtschaftlich machte der Stadt vor allem der Wegfall der 30 000 Arbeitsplätze in der Rüstungsindustrie zu schaffen.
Die Kasseler Rechtsanwältin und Frauenrechtlerin Elisabeth Selbert wirkte 1948 an der Verfassung des Grundgesetzes teil. Im selben Jahr fand das Konklave von Rothwesten zur Vorbereitung der Währungsreform Westdeutschlands und Einführung der D-Mark wenige Kilometer außerhalb der Stadtgrenzen statt.
1949 bewarb sich Kassel neben Bonn, Frankfurt am Main und Stuttgart um den Sitz des Bundestages. Die zentrale Lage, der gute Verkehrsanschluss und die durch die Zerstörung vorhandenen freien Flächen waren die Argumente der Stadt. Allerdings schieden Kassel und Stuttgart  bereits vor einer Abstimmung aus dem Kandidatenkreis heraus. Grund waren bei Kassel die starken Zerstörungen und die exponierte Lage an der Innerdeutschen Grenze. Bonn wurde bei mehreren Abstimmungen des Parlamentarischen Rats und des Bundestags zur provisorischen Bundeshauptstadt gewählt. Als Entschädigung wurde Kassel 1953 Sitz des Bundesarbeitsgerichts und des Bundessozialgerichts. Im August fand die 2. CVJM-Europa-Konferenz statt.
Wegen der starken Zerstörungen im Zweiten Weltkrieg bestand bis in die 1960er Jahre ein großer Bedarf an Wohnraum. Noch 1957 warteten 25 000 Menschen auf eine Wohnunterkunft. Ab 1955 entstanden neue Wohngebiete wie das Auefeld, Helleböhn und Lindenberg. 1963 entstand eine Wohnsiedlung auf dem ehemaligen Flugplatz Waldau; 1967 wurde mit der Brückenhofsiedlung die erste Hochhaussiedlung der Stadt fertiggestellt. Für Entspannung auf dem Wohnungsmarkt sorgte der Abzug der stationierten US-amerikanischen Soldaten 1968 und der belgischen Streitkräfte ein Jahr später. Die Einwohnerzahl nahm stetig zu. 1961 lebten erstmals seit Ende des Krieges wieder mehr als 200 000 Menschen in der Stadt. Die Vorkriegs-Einwohnerzahl von 225 000 wurde aber bis heute nicht wieder erreicht.
Der Wiederaufbau der Infrastruktur bot in den 50er Jahren Platz für ein verkehrstechnisches Versuchslabor. So wurde der Altmarkt 1957 mit seinen Fußgängerunterführungen und durch Verkehrsinseln abgetrennte Rechtsabbiegerspuren eine der modernsten Kreuzungen Deutschlands. Auf dem Platz der Deutschen Einheit wurde einer der ersten innerstädtischen Kreisverkehre Deutschlands gebaut. Bereits 1953 wurde die Treppenstraße, ein Teil der Fußgängerzone der Innenstadt, eingeweiht. Damit war Kassel die Stadt, in der erstmals in Deutschland eine Fußgängerzone eröffnet wurde. 1961 wurden die Autos auch aus der Haupteinkaufsstraße, der Oberen Königsstraße, verbannt. Dort durften seitdem nur noch Straßenbahnen verkehren. Am 15. März 1961 wurde auf Initiative des Polizeipräsidenten Heinz Hille in Kassel als erster deutscher Großstadt die Parkscheibe eingeführt.
Ebenfalls in den 50er Jahren fand der Wiederaufbau von zerstörten Gebäuden statt. Im August 1953 wurden das neue Auebad und das neue Auestadion eingeweiht. Nach vierjähriger Bauzeit wurde 1958 der Wiederaufbau der Martinskirche mit einem Festgottesdienst gefeiert. Die Türme wurden zwei Jahre später vollendet. 1959 wurde das neue Staatstheater eingeweiht, 1963 wurde das neue Stadtkrankenhaus eröffnet. Auch neue Gebäude wurden errichtet, beispielsweise 1957 das mit 46 m damals höchste Gebäude der Stadt, das Wintershall-Hochhaus.
Zwischen 1953 und 1960 war Kassel nicht nur Drehort einiger bedeutender Filmproduktionen, sondern auch Ort vieler Kinopremieren, es kamen regelmäßig Stars wie Heinz Rühmann, Hildegard Knef, Heinz Erhardt, Hans Moser, Theo Lingen, Maximilian Schell, Alice und Ellen Kessler, Joachim Fuchsberger, Christine Kaufmann oder Johannes Heesters. Am 21. April 1954 gründete sich der Landesfeuerwehrverband Hessen mit Sitz in Kassel.
1955 fand die Bundesgartenschau in der Karlsaue statt. Hauptattraktionen waren ein Sessellift und die mit Stahl und Glas verkleidete Ruine der Orangerie. Nahezu drei Millionen Gäste wurden gezählt. Parallel zur Bundesgartenschau fand die documenta statt, die als Ausstellung moderner Kunst konzipiert war. 134 000 Besucher wurden gezählt, die Kritik der Fachpresse fiel positiv aus. Dies führte auch dazu, dass die eigentlich als singuläres Ereignis geplante Ausstellung vier Jahre später mit der Documenta 2 eine zweite Auflage erhielt und sich seitdem zu eine der weltweit wichtigsten Ausstellungen für moderne Kunst entwickelte.
Im September 1957 führte die Carl-Schomburg-Schule (damals Realschule) als erste Schule in Deutschland eine Fünftagewoche ein.

### Lage im Zonenrandgebiet und Gründung der Gesamthochschule
1960 landete der belgische König Baudouin auf dem Flugplatz Kassel-Waldau. Er besuchte die Stadt und reiste weiter zu den belgischen Truppen in Kassel. 
Der Mauerbau 1961 bedeutete für Kassel die Verfestigung der Lage im Zonenrandgebiet der Bundesrepublik Deutschland. Dies führe zu einem Arbeitskräftemangel in den 60er-Jahren in der Stadt. Es erfolgte der Niedergang bedeutender Fabriken wie Henschel und Wegmann und eine Schließung von Bundes- und Landeseinrichtungen, beispielsweise der Bundesbahndirektion Kassel. 1964 wurden die Henschel-Werke zu einer Tochtergesellschaft der Rheinischen Stahlwerke Essen und verloren ihre Selbstständigkeit. In der Folgezeit wechselten Namen und Eigentümer mehrmals, die Produktion von Lokomotiven in Kassel blieb aber bis zum heutigen Tag erhalten.
Im Februar 1968 ging die U-Straßenbahn Kassel, ein unterirdischer Streckenabschnitt der Straßenbahn Kassel, in Betrieb. Es war die zweite unterirdische Stadtbahnstrecke Deutschlands. Drei Monate später fand die 4. documenta statt.
Am 21. Mai 1970 trafen sich im Rahmen des Gipfeltreffens in Kassel 1970, als Gegenbesuch zum Treffen am 19. März in Erfurt, Bundeskanzler Willy Brandt und der stellvertretende Vorsitzende des Staatsrats der DDR Willi Stoph in Kassel. Dies waren die ersten deutsch-deutschen Treffen auf Regierungsebene. Die von Willy Brandt in Kassel als Vorentwurf für ein zu schließendes Abkommen vorgelegten 20 Punkte bildeten den Rahmen für den am 21. Dezember 1972 unterzeichneten Grundlagenvertrag. 

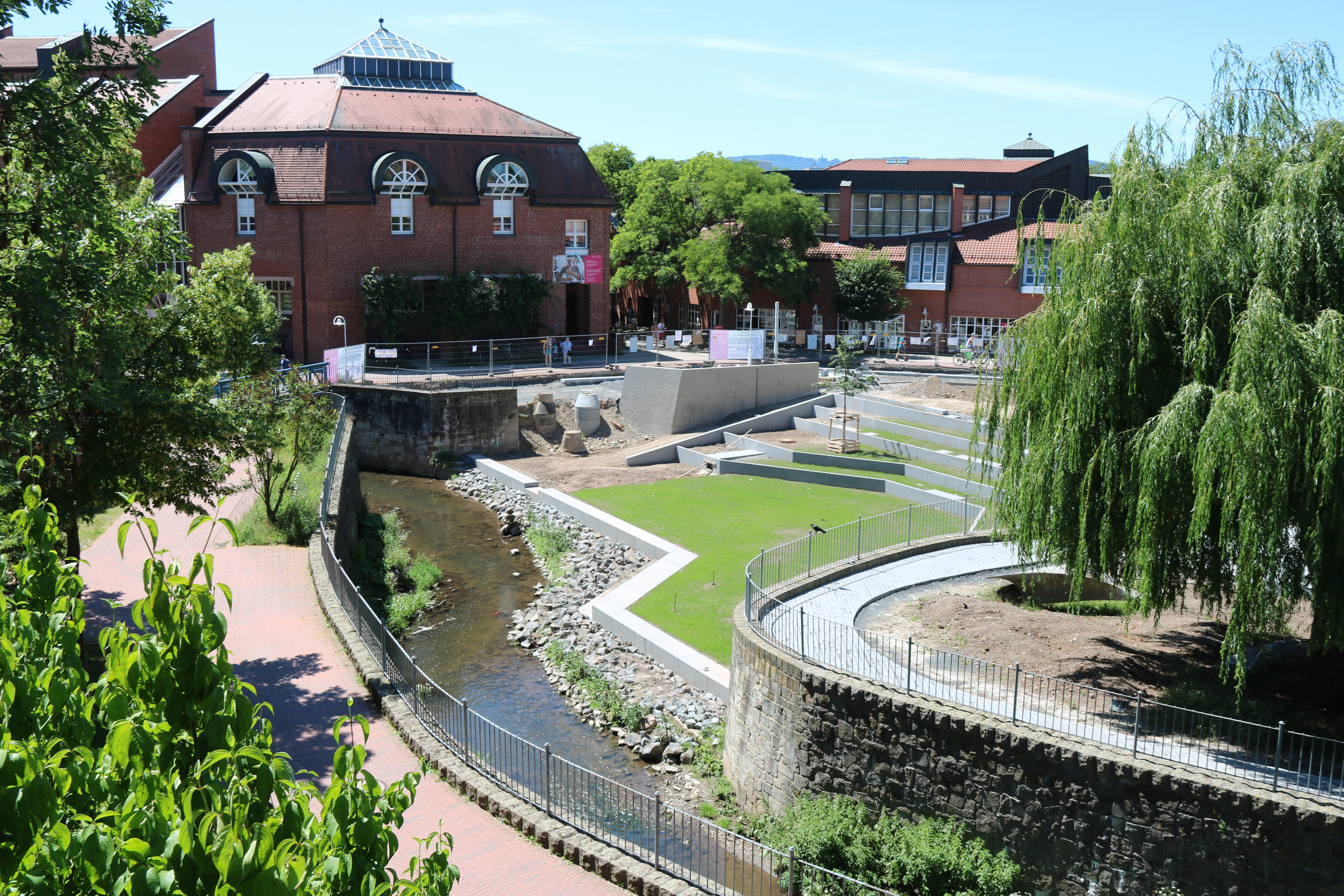
Campus Holländischer Platz der damaligen Gesamthochschule Kassel

Am 25. Oktober 1971 wurde die Gesamthochschule Kassel (GhK) als erste integrierte Hochschule in Deutschland eröffnet. Sie entstand aus der Eingliederung der Hochschule für bildende Künste, der Ingenieurschule, der Höheren Wirtschaftsfachschule und des Pädagogische Fachinstituts in einer einzigen Hochschule. Die Hochschule war dezentral auf verschiedene Campus in der Stadt verteilt: auf einem alten Teil der Henschel Werke am Holländischen Platz, in der Wilhelmshöher Allee, in Oberzwehren und an der Menzelstraße nahe der Karlsaue. Der Fachbereich Ökologische Agrarwissenschaften wurde im etwa 40 km entfernten Witzenhausen angesiedelt. Zum 20-jährigen Jubiläum 1991 waren 16 000 Studenten eingeschrieben. 1993 erfolgte die Umbenennung in „Universität Gesamthochschule Kassel“. 2002 erlangte die Hochschule ihren jetzigen Namen, Universität Kassel. 2025 erweiterte sie ihr Angebot an Studiengängen massiv um neue Programme mit Nachhaltigkeits-Schwerpunkt.
1972 erzielte die documenta 5 mit 220 000 Besuchern einen neuen Rekord. 
1974 wurde die Gemäldegalerie Alte Meister mit bekannten Kunstwerken des Barocks, unter anderem Rembrandt und Rubens, im wiederaufgebauten Mittelteil von Schloss Wilhelmshöhe eröffnet. Zwei Jahre später wurde auch die Neue Galerie mit der städtischen Kunstsammlung in der wiederhergestellten Orangerie eröffnet.
1975 wurde der 34-jährige Hans Eichel jüngster Oberbürgermeister der Bundesrepublik. Er blieb 16 Jahre im Amt und legte den Fokus seiner Politik auf eine ökologische Ausrichtung. 1981 kam die erste Zusammenarbeit mit den Grünen in einer Großstadt zustande.

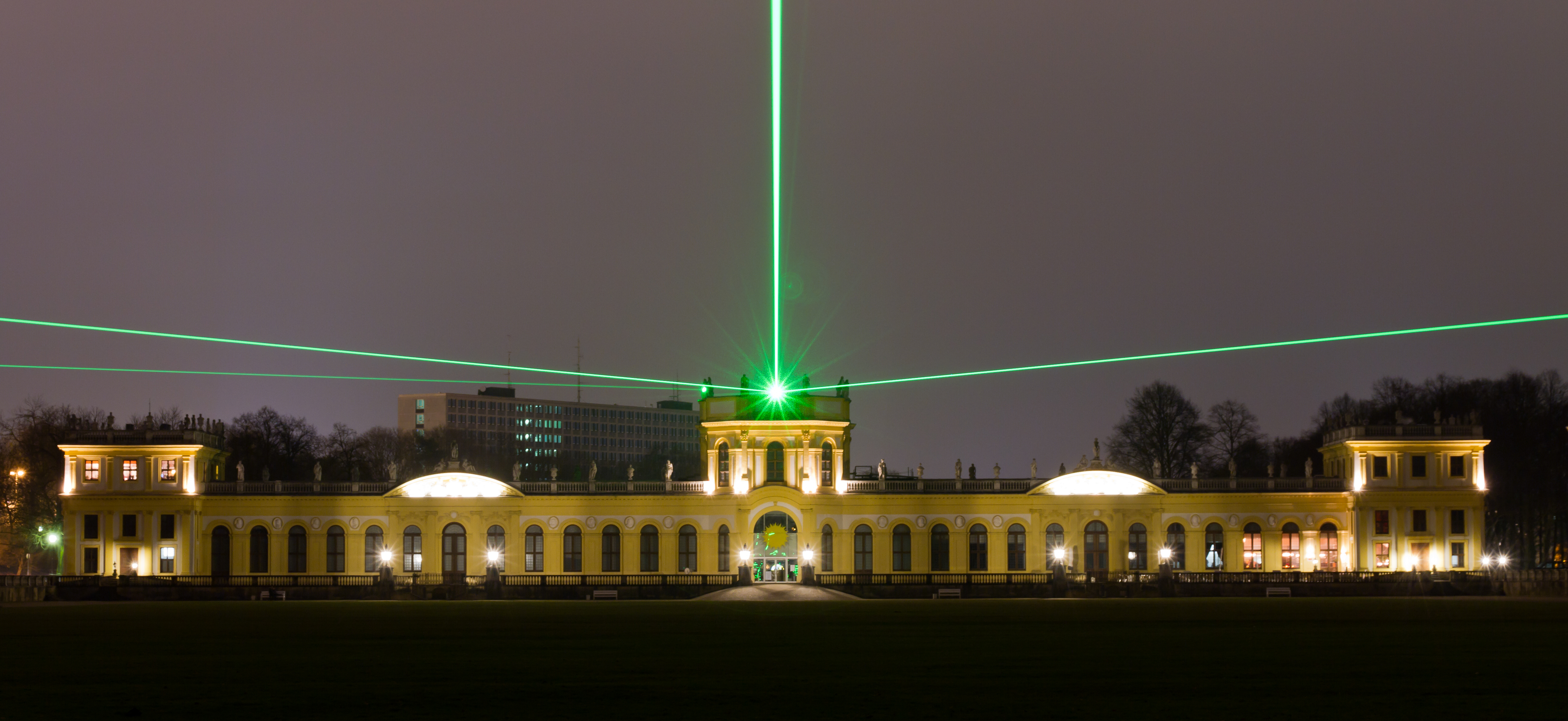
Laserscape Kassel auf der Orangerie

1977 fand die documenta 6 statt. Mit 365 000 Besuchern konnte erneut ein Besucherrekord erzielt werden. Besonders der vertikale Erdkilometer von Walter de Maria auf dem Friedrichsplatz war ein viel beachtetes Kunstwerk. Die ursprünglich auf der Orangerie aufgebaute und auf die Karlsaue gerichtete Laserskulptur von Horst H. Baumann wurde zwei Jahre nach Ende der documenta reaktiviert, auf den Zwehrenturm versetzt und strahlt bis heute unregelmäßig den Herkules an. Mit diesem Kunstwerk wurde die Tradition des Erwerbs von documenta Kunstwerken durch die Stadt zum dauerhaften Verbleib begründet. Nach der documenta 7 verblieb die Spitzhacke in der Karlsaue, nach der documenta IX fand der Himmelsstürmer vor dem Kulturbahnhof seinen dauerhaften Platz. Der Ankauf des Himmelsstürmers wurde durch eine Spendenaktion finanziert.
Der hessische Ministerpräsident Holger Börner lud den französischen Staatspräsidenten Giscard d’Estaing nach Kassel ein, der die Stadt am 8. Juli 1980 besuchte.
1981 fand die zweite Bundesgartenschau in Kassel in der Karls- und Fuldaaue statt. Es wurden 5,5 Mio. Besucher gezählt. Schwerpunkt war das naturnahe Gärtnern.
Zur documenta 7 stellte Joseph Beuys das Projekt der 7000 Eichen vor, die mit Basaltblöcken versehen an unterschiedlichen Standorten in Kassel ab 1982 gepflanzt wurden. Es dauerte bis zur nächsten documenta 1987, bis alle Bäume gepflanzt wurden. Die von 1980 bis 1982 errichtete Siedlung documenta urbana war ein Versuch, die documenta auch städtebaulich zu orientieren. Am Rand des Naturschutzgebiets Dönche wurde in verdichteter Bauweise eine Siedlung für modernes Wohnen gebaut. Erneut konnte mit 380 000 Besuchern ein Rekord erreicht werden.
1983 wurde das Thermalsolebad Kurhessen-Therme im Stil einer japanischen Tempelanlage fertiggestellt.
Drei Tage nach Öffnung der Deutsch-Deutschen Grenze nutzten am 12. November 1989 20 000 DDR-Bürger ihre neu gewonnene Reisefreiheit aus und besuchten Kassel. Dort wurden sie von Oberbürgermeister Eichel mit einem Megafon auf der Rathaustreppe begrüßt.

### Verkehrskreuz im Wiedervereinigten Deutschland

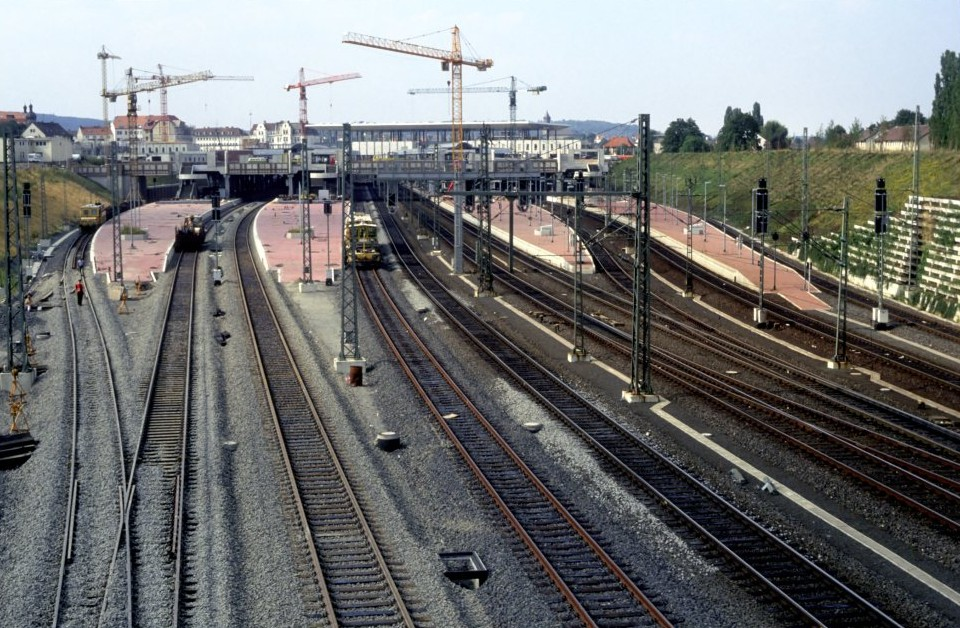
Um 1989: der ICE-Bahnhof Kassel-Wilhelmshöhe im Bau

1991 wurde der langjährige Kasseler Oberbürgermeister Eichel hessischer Ministerpräsident.
Im Zug der Fertigstellung der ersten deutschen Schnellfahrstrecke Hannover–Würzburg wurde der neue Fernverkehrsbahnhof Kassel-Wilhelmshöhe errichtet. Die Kosten betrugen etwa 300 Mio. Euro. Seit dem 29. Mai 1991 hat Kassel somit einen ICE-Anschluss. Der Vorplatz wurde in einer markanten Architektur geplant: Ein 15 m hohes Dach wird von 59 unregelmäßig angeordneten Stelzen gestützt.
1990 wurden Maßnahmen zur Verringerung des Autoverkehrs beschlossen. Darunter fiel auch die Aufstellung von 1700 rot-weiß gestreiften Verkehrsbaken zum Schutz von Fußgängern an verkehrsreichen Punkten, die im Volksmund „Lollies“ genannt wurden. Sie wurden zum Symbol der Gängelung der Bürger durch die Stadtverwaltung.
Die documenta IX fand 1992 statt, erhielt vom Publikum Zuspruch und erzielte mit 612 000 Besuchern erneut einen Rekord.
Nach der deutschen Wiedervereinigung wurden sowohl die Wittich- als auch die Hindenburgkaserne in Wilhelmshöhe 1994 aufgegeben. Innerhalb von 10 Jahren entstand an dieser Stelle das neue Stadtviertel Marbachshöhe mit 680 Wohneinheiten. Dabei blieb ein Großteil der Kasernenbebauung erhalten und wurde durch Neubauten ergänzt.
Bei Bauarbeiten wurden nach 1990 mehrfach Relikte der Vergangenheit gefunden. Bei der Errichtung einer Tiefgarage am Friedrichsplatz wurden 1995 Reste der Stadtmauer aus dem 16. Jahrhundert freigelegt. Eine Bürgerinitiative zur Erhaltung des historischen Denkmals konnte den Abriss der Mauerreste verzögern, aber nicht verhindern. Ab 1997 wurde im Bereich des ehemaligen Messeplatzes, wo sich bis zum Bombenangriff in der Nacht vom 22. auf den 23. Oktober 1943 ein Teil der Unterneustadt befand, ein neues Wohnviertel errichtet. Es wurden bei Grabungen alte Grundmauern und Gassen freigelegt. 2008 wurde beim Bau des Technikzentrums der Universität Kassel ein Massengrab mit mehr als 60 Toten gefunden. Nach Analysen wurde festgestellt, dass es sich um Soldaten der Armee Louis Bonaparte handelte, die in napoleonischer Zeit Station in Kassel machten, an Typhus erkrankten und an der Krankheit starben.
Weitere Bauprojekte waren die 2000 eingeweihte neue Synagoge und das größte Einkaufszentrum Kassels, der 2002 eröffnete City Point am Königsplatz.
Die verkehrsgünstige Lage in der Mitte Deutschlands führte zur Förderung von Projekten der Stadt als Logistikdrehscheibe. So wurde 1994 das Güterverkehrszentrum Kassel angesiedelt. 2013 wurde der Flughafen Kassel eröffnet, der den alten Verkehrslandeplatz ersetzte. Kritiker bemängelten die hohen Baukosten von 280 Millionen Euro und die Nähe zu anderen Flughäfen wie Paderborn/Lippstadt und Hannover. Seit der Eröffnung wurde bisher jedes Jahr ein Verlust zwischen 5 und 8 Mio. Euro erwirtschaftet. Auch blieben die Passagierzahlen deutlich hinter den Erwartungen zurück.
Sportlich repräsentiert die Eishockeymannschaft Kassel Huskies seit 1977 die Stadt. Der Verein war 1994 Gründungsmitglied der höchsten deutschen Liga, der Deutschen Eishockey Liga. Der größte Erfolg war der Vizemeistertitel 1997. Im Finale unterlagen die Huskies den Adlern Mannheim in drei Spielen. In der Saison 2005/06 stieg das Team in die 2. Bundesliga ab. Bereits 2 Jahre später, in der Saison 2007/08, gelang der Wiederaufstieg in die DEL. Weitere 2 Jahre später folgte die Insolvenz und der damit verbundene sportliche Neuanfang in der Hessenliga. Seit der Saison 2014/15 spielten die Huskies wieder in der zweithöchsten Liga, der DEL2. Bereits ein Jahr später wurden sie Meister der Liga. Die DEL sah zu dieser Zeit allerdings keinen sportlichen Aufstieg vor, daher blieb das Team in der DEL2. Der sportliche Aufstieg in die DEL, der mittlerweile wieder eingeführt wurde, wurde in den Saisons 2020/21 und 2023/24 jeweils als Vizemeister knapp verpasst. 

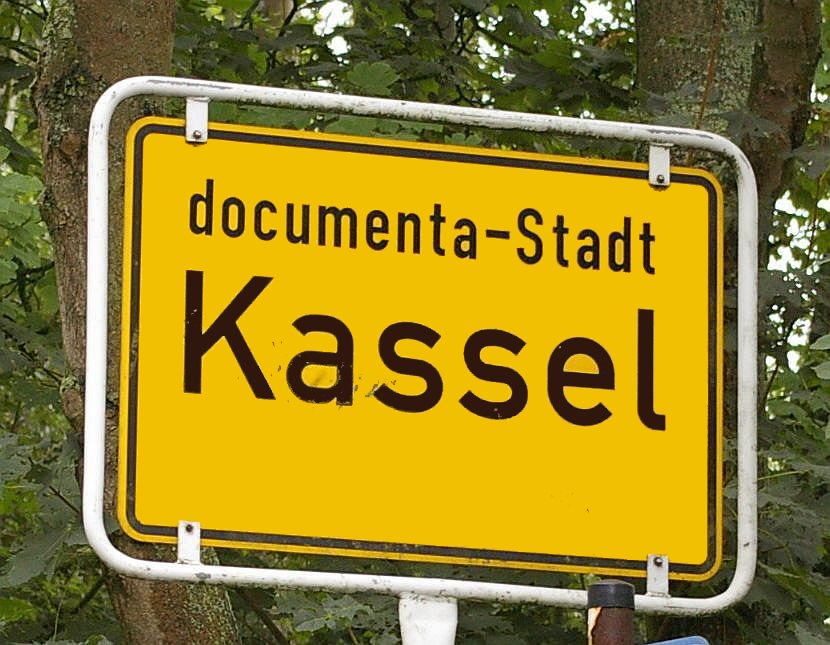
Ortsschild Kassel mit der Zusatzbezeichnung documenta-Stadt

Seit 1999 trägt Kassel die amtliche Zusatzbezeichnung documenta-Stadt. 1999 wurde das Bundesarbeitsgericht aus Kassel nach Erfurt verlegt.
Im August 2000 führte der rechtswidrige Abriss der „Treppe ins Nichts“, die 1992 im Rahmen der documenta IX vom Künstler Gustav Lange auf dem Königsplatz errichtet wurde, bundesweit zu Kontroversen. Der Prozess wurde gegen Geldbußen gegen die beteiligten Personen, unter anderem Oberbürgermeister Georg Lewandowski, eingestellt.
Nachdem Wilhelmshöhe die Anerkennung als Thermalsoleheilbad im Jahr 2000 erhalten hatte, wurde 2001 aus Wilhelmshöhe/Wahlershausen die amtliche Bezeichnung Bad (Bad Wilhelmshöhe). 2005 bewarb sich Kassel um den Titel der Kulturhauptstadt Europas 2010, unterlag jedoch in der Vorauswahl. 
2006 wurde Halit Yozgat in Kassel das neunte und letzte Mordopfer der NSU-Mordserie. Der Mord wurde in einem Internetcafé in der Holländischen Straße verübt. Ein Platz nahe dem Tatort wurde 2012 nach dem Opfer benannt und eine dort aufgestellte Gedenktafel erinnert an den Mord.
2007 wurde die RegioTram in Betrieb genommen. Nach dem Karlsruher Modell wird mittels Stadtbahnwagen die Innenstadt mit umliegenden Gemeinden verbunden. Der Übergang zwischen dem Schienennetz der innerstädtischen Straßenbahn und dem außerstädtischen Eisenbahnnetz findet mittels eines Tunnels am Hauptbahnhof Kassel statt, der zwischen 2004 und 2007 umgebaut wurde.
Ebenfalls 2007 fand die documenta 12 statt. In der Presse viel beachtet waren die Kunstwerke Mohnfeld, ein auf dem Friedrichsplatz vor dem Fridericianum gesätes Mohnblumenfeld, Fairytale, die Einladung von 1001 Chinesen nach Kassel, und Template, eine unter freiem Himmel stehende Holzkonstruktion, die vier Tage nach Ausstellungseröffnung nach einem Unwetter zusammenbrach und nach dem Willen des Künstlers nicht wiederaufgebaut wurde. Die letztgenannten Kunstwerke wurden vom chinesischen Künstler Ai Wei Wei konzeptioniert.
Die Universität Kassel verzeichnete im Jahr 2010 erstmals über 20 000 eingeschriebene Studenten. Der Trend setzte sich fort, 2016 wurde erstmals die Marke von 25 000 Studenten überschritten.
2011, 2016 und 2023 fanden im Auestadion die Deutschen Leichtathletik-Meisterschaften statt. 

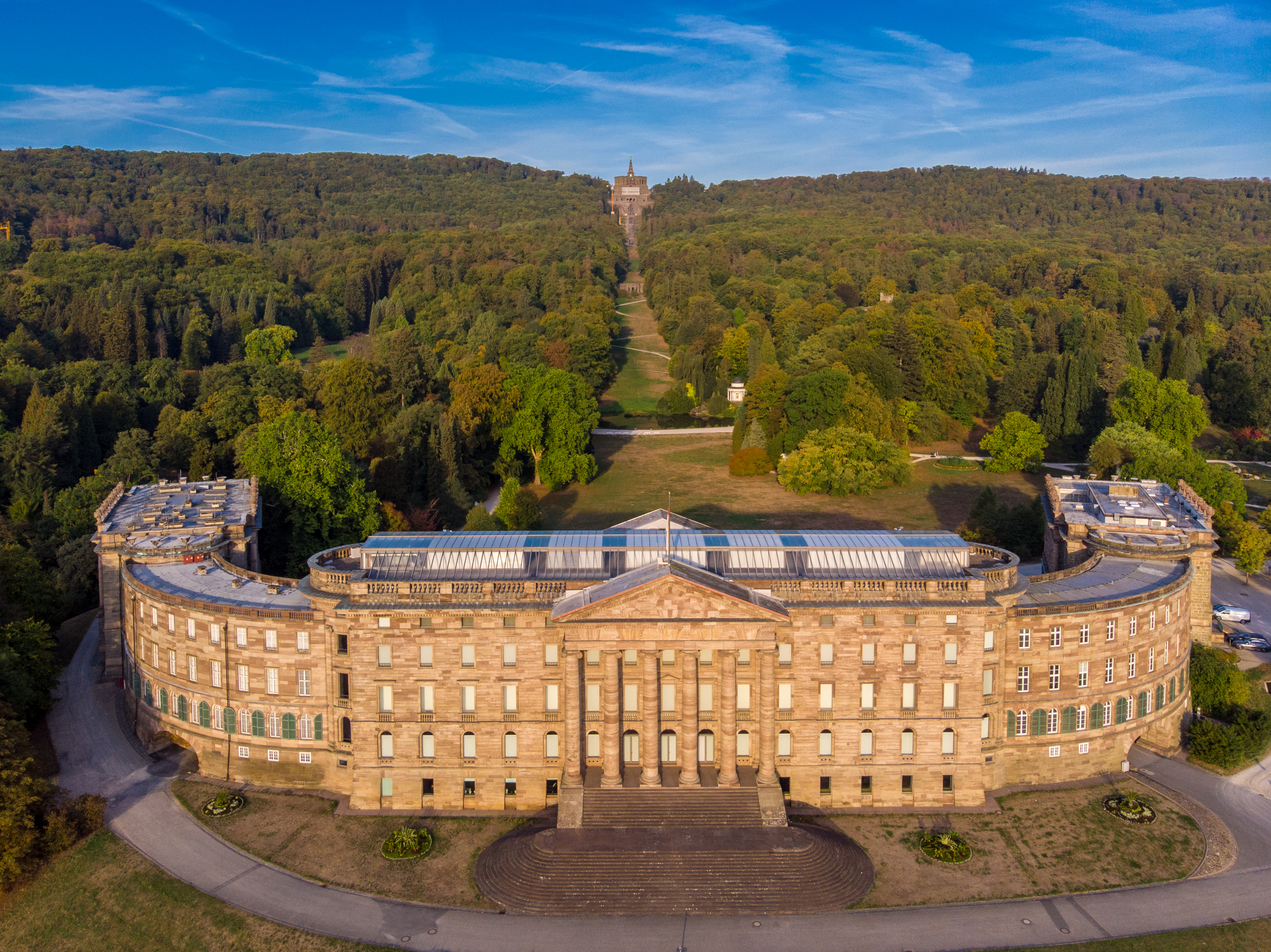
Seit 2013 UNESCO-Welterbe: Bergpark Wilhelmshöhe

2013 fand in Kassel der Hessentag und die 1100-Jahr-Feier der Stadt Kassel mit einem Festumzug als Höhepunkt statt. Im selben Jahr wurde der Bergpark Wilhelmshöhe als UNESCO-Weltkulturerbe anerkannt und das zum kombinierten Frei- und Hallenbad umgestaltete Auebad wiedereröffnet.
2015 wurde die Grimmwelt eröffnet, ein Museum über das Leben und Wirken der Brüder Grimm. Das Museum erhielt bereits kurz nach seiner Eröffnung internationale Anerkennung. Auch die Architektur des Museumsbaus wurde ausgezeichnet.
Die documenta 14 fand das erste Mal in ihrer Geschichte an zwei gleichberechtigten Standorten, neben Kassel auch in Athen, statt. Das Werk Obelisk des Künstlers Olu Oguibe wurde nach Ende der documenta durch eine von der Stadt Kassel initiierte Spendenaktion gekauft und erst am ursprünglichen vom Künstler vorgesehenen Ort, dem Königsplatz, belassen. Nach dem Abbau 2018 folgten öffentlichen Kontroversen und schließlich 2019 die Wiederaufstellung des Obelisken auf der Treppenstraße.

## Eingemeindungen
Ehemals selbstständige Gemeinden und Gemarkungen, die nach Kassel eingegliedert wurden:
| Jahr | Orte                                                                                | Zuwachs in ha |
| 1899 | Wehlheiden                                                                          | 372           |
| 1906 | Wahlershausen, Kirchditmold, Rothenditmold, Bettenhausen                            | 1.770         |
| 1926 | Gutsbezirk Fasanenhof                                                               | 142           |
| 1928 | Gutsbezirk Oberförsterei Kirchditmold, Wilhelmshöhe, Kragenhof, Oberförsterei Elend | 2.968         |
| 1936 | Waldau, Niederzwehren, Oberzwehren, Nordshausen, Harleshausen, Wolfsanger           | 2.483         |

Die Eingemeindung von Lohfelden scheiterte 1970 am gegenteiligen Volkswillen der Gemeinde. Kassel konnte jedoch die Abtretung von den Kasseler Gemarkungen am heutigen Gewerbegebiet Kassel-Waldau erreichen.